# Heure équinoxiale

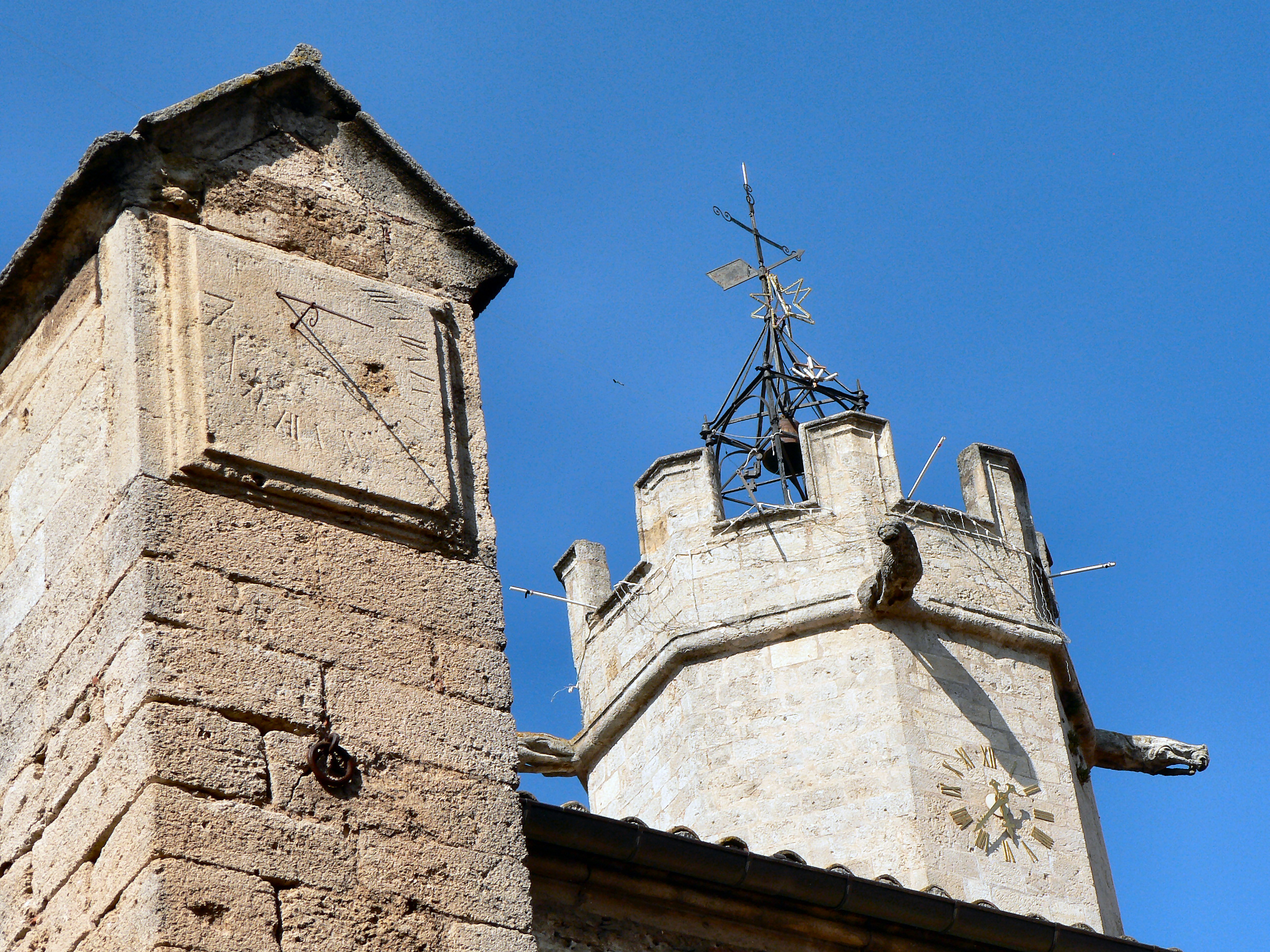
Couple cadran solaire - horloge pour indiquer l'heure équinoxiale à l'époque Renaissance.

Une heure équinoxiale est une heure ancienne qui correspond à la vingt-quatrième partie du jour solaire apparent qui, dans la définition moderne, est le temps qui s’écoule entre deux passages consécutifs du Soleil au méridien supérieur d'un lieu ; c'est l'heure donnée par les cadrans solaires classiques.

Connue dès l'Antiquité, elle deviendra heure d'usage à partir du XIVe siècle avec l'apparition des horloges mécaniques à la marche approximative censée correspondre aux heures du cadran solaire. Ainsi par extension, heures de cadran solaire et heures d'horloge seront pour un temps qualifiées d'« heures égales ».

## Caractéristiques
Dans l'Antiquité, les heures d'usage courant étaient les heures temporaires dites aussi inégales. Elles ne pouvaient pas convenir aux astronomes-géographes qui avaient besoin de références temps « invariables » pour accompagner leurs travaux d'observations et de calculs. Ils employèrent alors, à l'origine, des heures équinoxiales qui ne sont que des heures temporaires particulières égales correspondant à la division des jours d'équinoxes. Bien plus tard (au XVIIIe siècle), elles porteront le nom d'heures solaires vraies, par opposition aux heures solaires moyennes pour se différencier des heures de la montre.

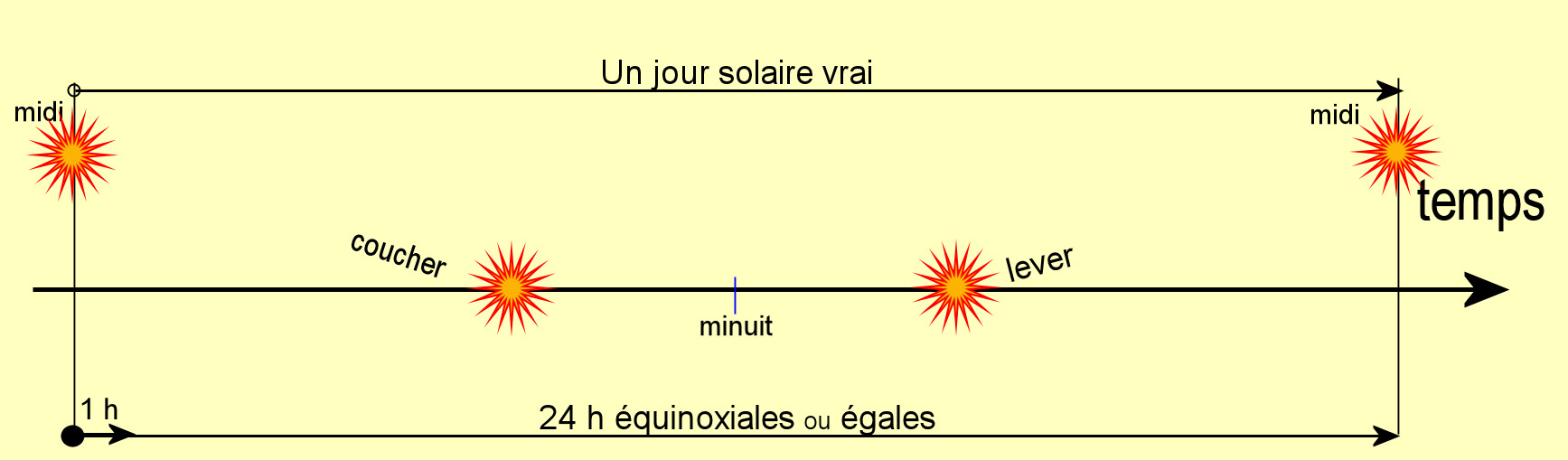
Schéma de visualisation des heures équinoxiales

Les heures équinoxiales, dites égales ne le sont en fait qu'en première approximation. En effet les jours solaires ont une durée qui varie tout au long de l'année pour deux raisons : la première est due à l’inclinaison de
l’écliptique sur l’équateur ; la seconde est le fait de la variation de la vitesse de translation de la Terre sur son orbite. Ainsi la durée du jour solaire vrai varie-t-elle entre 23 h 59 min 39 s et 24 h 00 min 30 s, valeurs que l'on retrouve à partir de l'équation du temps. On peut constater que ces 51 s de variation maximum sur les jours solaires donnent une variation horaire maximum d'un peu plus de 2 s.
Ces heures équinoxiales sont comptées traditionnellement à partir de midi, mais cette référence s'avèrera variable au cours des siècles, fonction des utilisateurs et de leurs besoins ou habitudes, des pays ou des civilisations ainsi que des instruments employés ; elle sera éventuellement précisée au cas par cas.

## Histoire et instruments

### Aux origines
Après les tâtonnements des prêtres égyptiens qui ont conduit aux heures archaïques, c'est de Babylone, semble-t-il que nous viennent les heures, d'après un passage bien connu d'Hérodote (vers 484 à 420 av. J.-C.) :
« Car, pour l'usage du polos, du gnomon, et pour la division du jour en douze parties, c'est des Babyloniens que les Grecs l'apprirent. »

D'après Jérôme Bonnin, cette phrase est très équivoque ; d'après certains spécialistes, la « division du jour en douze parties » pourrait correspondre à des heures temporaires ou équinoxiales. Le fait est que ces deux types d'heures ont existé dans l'Antiquité tardive, mais curieusement les heures équinoxiales n'ont laissé que très peu de traces dans les références documentaires ou archéologiques.

Soulignons simplement ici qu'il est reconnu que les heures ont leur origine à Babylone, au plus tard au début du cinquième siècle avant J.-C., avant d'être introduites chez les Grecs puis chez les Romains.

### Dans l'Antiquité
Les heures équinoxiales (ώραι ίσημερτναί) apparaissent sous ce vocable, en Grèce un peu avant le IVe siècle avant notre ère. Eudoxe de Cnide (-408 – -355) les a probablement utilisées pour ses calculs ; une éclipse de Lune, observée à des heures locales en deux endroits différents, en l'an  331 av. J.-C., a permis de déterminer une différence approximative de longitude entre ces deux lieux.
Pythéas, astronome et géographe, dans son voyage au Nord, vers l'an -320 va découvrir le soleil de minuit à une latitude d'environ 66° 30'. En naviguant vers cette destination, il se rend compte que les nuits sont de plus en plus courtes. Pour quantifier le phénomène, il emploie des heures équinoxiales ; ainsi, il indique à un certain moment que la nuit ne dure que deux heures.
Hipparque, vers -128, dans les "Commentaires" sur les Phénomènes d'Eudoxe et d'Aratos (IIIe siècle av. J.-C.) définit les levers et couchers d'étoiles, données essentielles qui permettaient aux Grecs de connaitre les heures équinoxiales de nuit, probablement comme ses prédécesseurs des Phénomènes ; il a aussi défini les premières tables de « climats » dont s'inspirera Ptolémée.
Trois siècles plus tard, Claude Ptolémée, dans l'Almageste, établit de nombreuses tables où apparaissent les heures équinoxiales : tables des « climats » définis par la durée du jour solsticial d'été M ; tables des temps de lever ou ascensions obliques (en degrés de temps) nécessaires au calcul de la durée du jour, toujours en heures équinoxiales. Ptolémée précise aussi comment calculer la durée des heures temporaires de jour et de nuit et donne des tables des distances zénithales du Soleil, d'heure en heure avec origine des heures à midi, mais parfois à minuit pour le calcul des éclipses. Il se sert aussi des heures équinoxiales pour définir le temps solaire moyen à travers l'équation du temps.
| Climat | Localité                    | M      | φ       |
| ------ | --------------------------- | ------ | ------- |
|        | Équateur                    | 12 h   | 0°      |
| I      | Méroë                       | 13     | 16° 27' |
| II     | Syène (Assouan au tropique) | 13 1/2 | 23° 51' |
| III    | Basse Égypte (Alexandrie)   | 14     | 30° 22' |
| IV     | Rhodes                      | 14 1/2 | 36°     |
| V      | Hellespont (Rome)           | 15     | 40° 56' |
| VI     | Mi-Pont-Euxin (mer Noire)   | 15 1/2 | 45° 1'  |
| VII    | Bouches Borysthène (Dniepr) | 16     | 48° 32' |

Les astronomes de l'Antiquité étaient rares ; les instruments horaires dont ils se sont servis sont pratiquement inexistants et très peu documentés. Suivons le développement historique précédent pour les commenter :
À propos de l'éclipse de lune de l'an -331 : Raymond d'Hollander, pourtant géographe, ne donne aucune information sur la façon dont a été exploitée cette source ; il semble possible que les heures d'observation aient été relevées à l'estime en heures temporaires et transformées plus tard en heures équinoxiales. L'erreur en longitude est de 11°, soit 3/4 d'heure équinoxiale. Il est à noter que dans son ouvrage, Raymond d'Hollander ne s'appuie sur aucune autre éclipse de lune pour définir des longitudes qui serviront à illustrer sa cartographie de l'époque.
À propos des "Commentaires" sur les Phénomènes : Delambre pense que la « sphère » d'Eudoxe et d'Aratos a probablement été construite à l'estime ; par contre, pour la construction d'Hipparque, les mesures sont plus précises, et l'on sait qu'il employait toutes sortes d'armilles dont l'armille horaire et qu'il exploitait aussi la projection stéréographique dans ses travaux. Delambre indique que « les anciens astronomes avaient apparemment fait les observations des phénomènes en mesurant la quantité d'eau tombée d'une clepsydre »…
À propos de Claude Ptolémée : il disposait des mêmes instruments qu'Hipparque ; Delambre précise dans ses commentaires précédents « qu'il réprouvait l'usage des clepsydres par la raison que l'écoulement de l'eau est fort inégal. ». Ptolémée utilisait aussi des « astrolabes » qui étaient, en fait, des armilles d'observation ou des sphères armillaires. Ces sphères, à l'exception de l'« organon » destiné aux mesures écliptiques, devaient permettre la lecture des heures sur l'équateur.

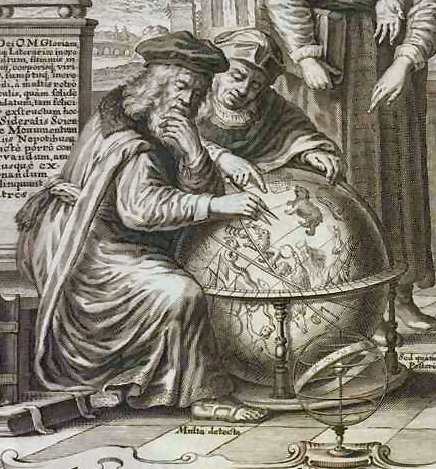
Hipparque et Ptolémée effectuant des mesures sur un globe céleste.
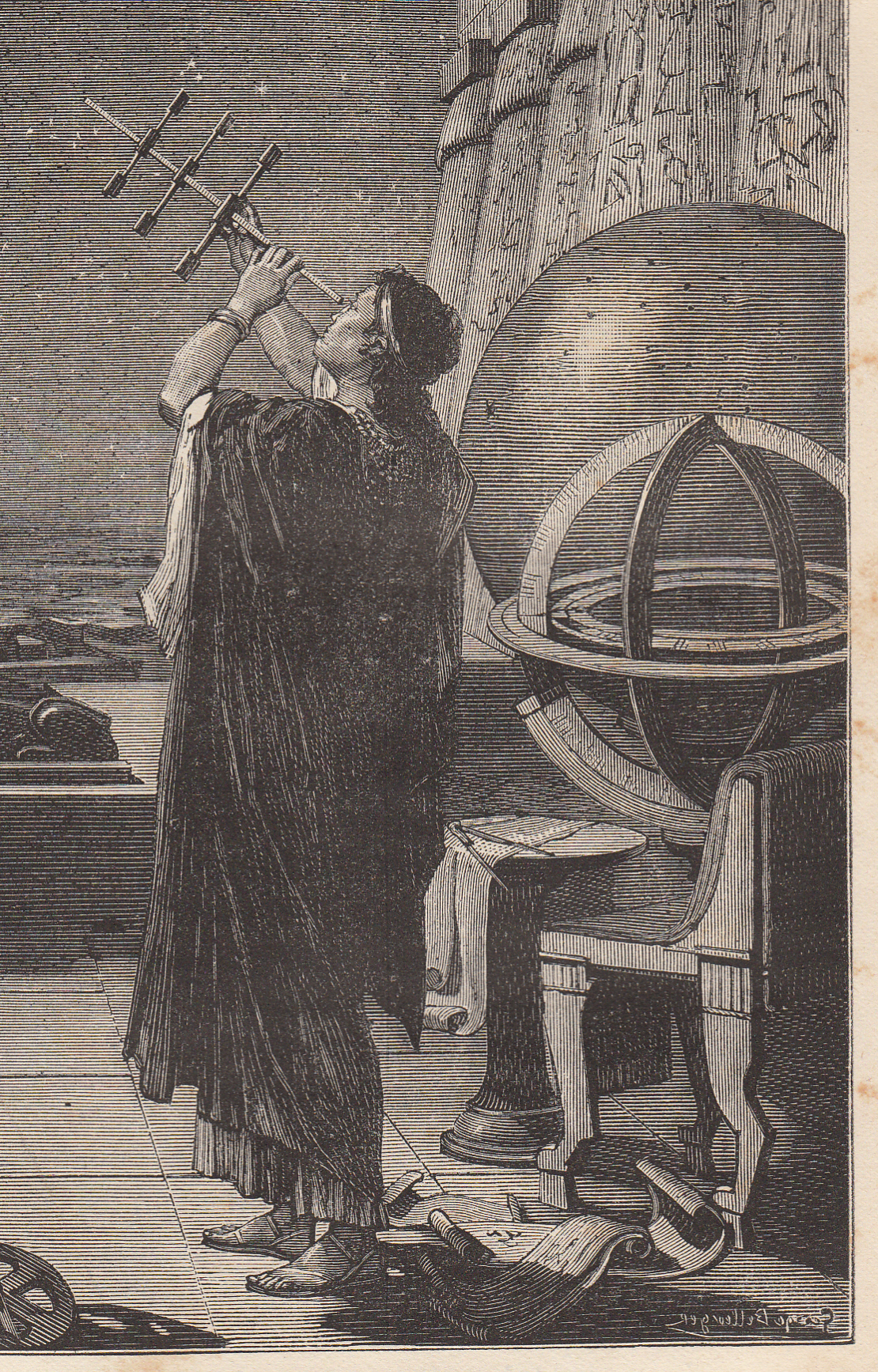
Globe céleste, sphère armillaire, etc. à Alexandrie.
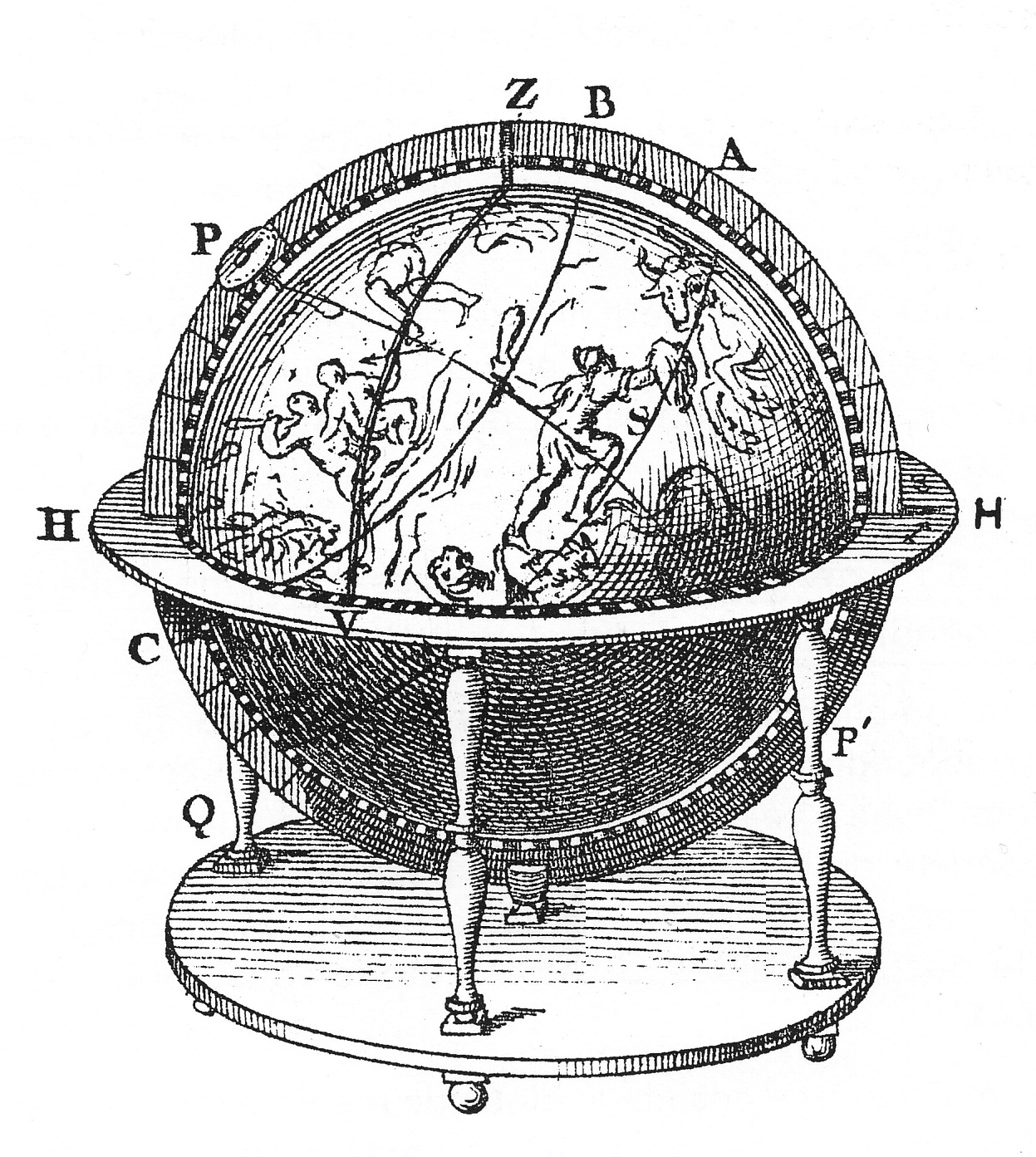
Un globe céleste pédagogique.
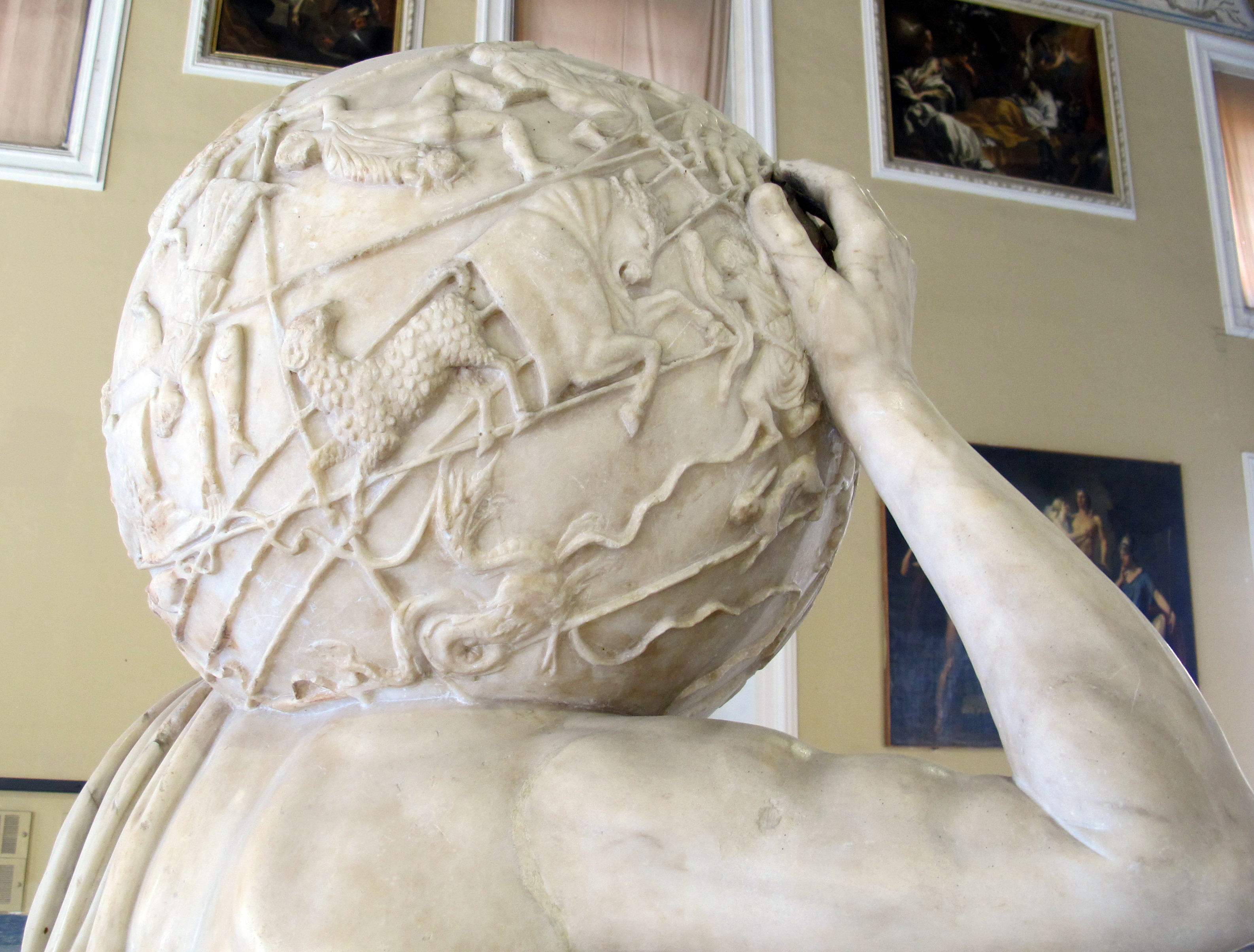
Atlas Farnèse : globe d'Hipparque ?
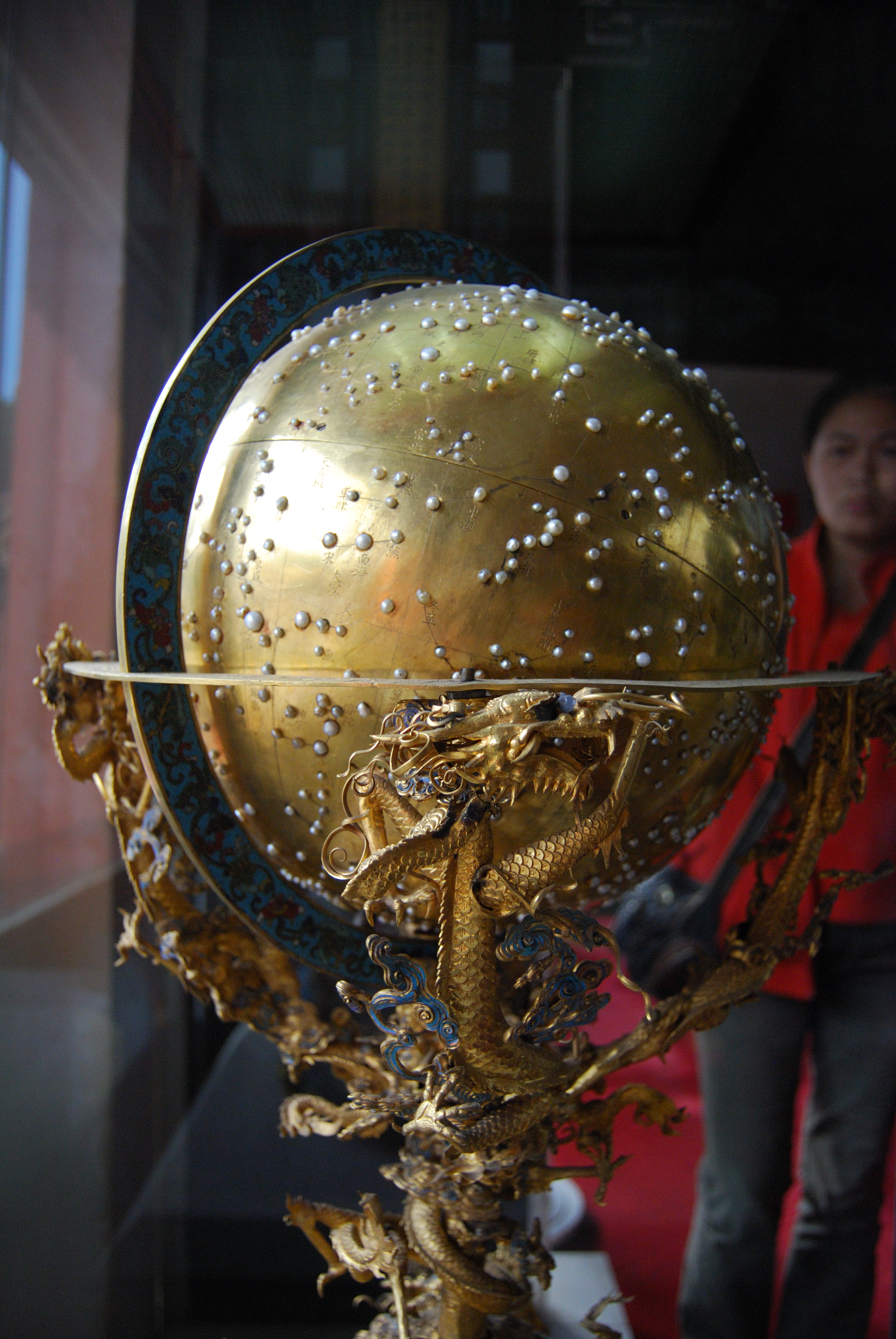
Globe céleste chinois : image des globes antiques.

Les cadrans solaires qui proliféraient à l'époque sont tous à heures temporaires. Six cents cadrans sont répertoriés par Jérôme Bonnin ; dans son inventaire on ne trouve aucun cadran à heures équinoxiales et les textes ne signalent aucune utilisation des cadrans solaires par les astronomes.
Les heures équinoxiales utilisées par les astronomes de l'Antiquité étaient des heures confidentielles ; il faudra attendre l'époque médiévale et l'apparition de l'horloge mécanique pour qu'elles soient adoptées par la population et qu'elles aient un retentissement considérable.

### À l'époque médiévale

#### Dans le monde musulman
Les musulmans sont les héritiers des connaissances antiques dans le domaine scientifique. L'astronomie arabe a eu connaissance de l'usage des heures équinoxiales, notamment dans l'Almageste de Ptolémée et leurs astronomes les ont utilisées. Ils ont aussi cherché à les adapter à l'indication des prières de l'Islam sur leurs nouveaux instruments.
Les cadrans
Au XIIIe siècle, un ouvrage d'Abū al-Ḥasan'Alī Marrākushī dit aussi Aboul-Hhassan décrit différents types de cadrans solaires et de quadrants à heures temporaires et équinoxiales ; il est le premier à introduire les heures égales chez les Arabes. C'est probablement après cette époque qu'a été inventé le cadran solaire à style polaire. Un des premiers cadrans de ce type, copie de l'original daté de 1372, se trouve à la Mosquée Umayyade à Damas.

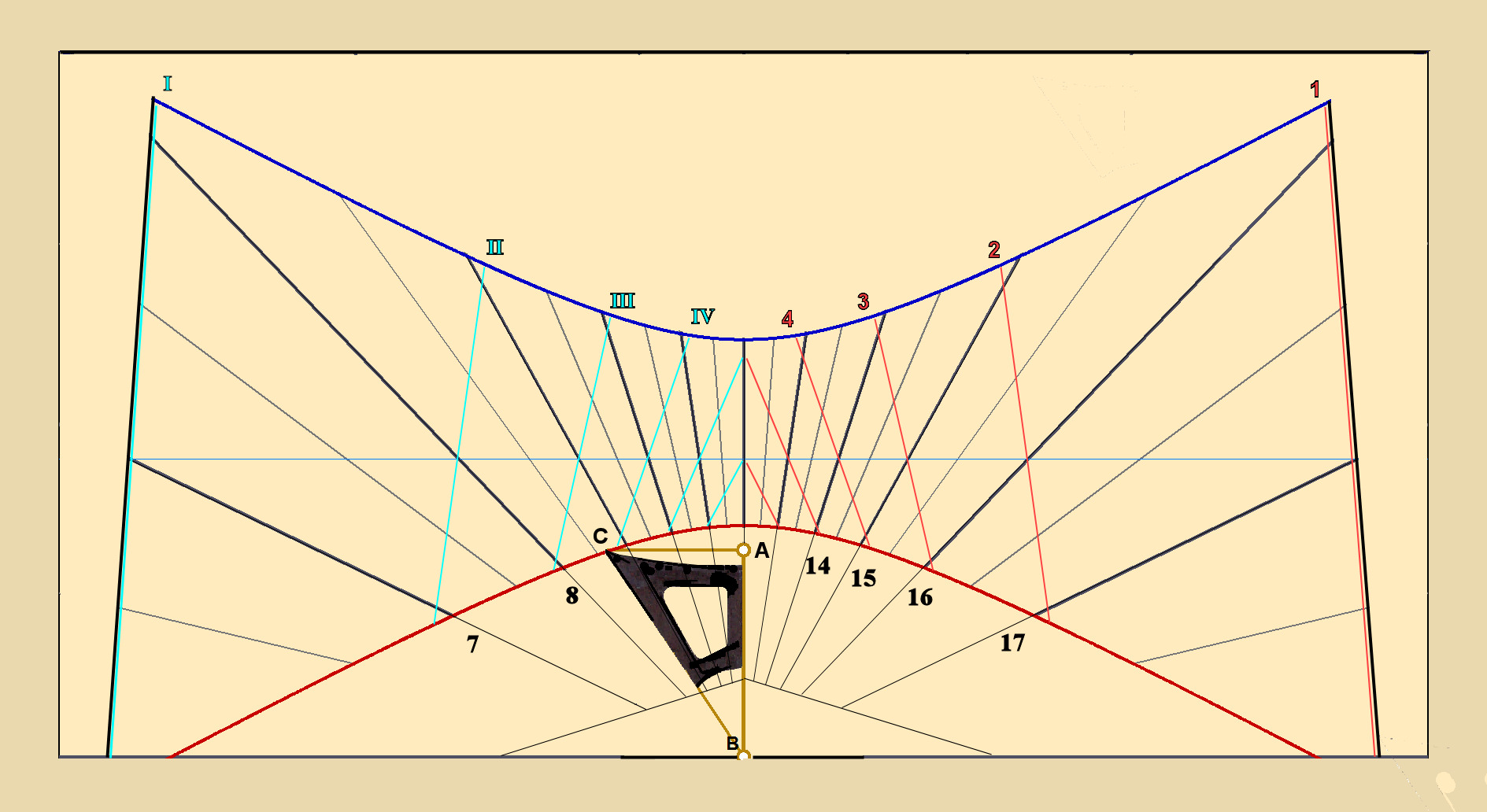
Dessin partiel du cadran horizontal de la mosquée Umayyade à Damas (original de 1372).

La dalle du cadran horizontal de Damas, comporte en faits, trois cadrans distincts : le cadran principal, donné ici et deux autres cadrans non représentés : une réplique miniature du grand cadran au pied de ce dernier, sous la ligne du solstice d'été et un cadran à heures temporaires tracé au-dessus de la ligne du solstice d'hiver.

Le dessin du cadran principal est simplifié pour ne pas alourdir la figure ; on y trouve :
- le tracé conventionnel des lignes horaires (numérotées 7, 8, […], 14, 15, 16, 17 en chiffres arabes), avec les lignes de déclinaison pour les solstices (été en rouge, hiver en bleu) et pour les équinoxes (droite horizontale centrale), toutes les chiffraisons horaires sont ici de type occidental pour la compréhension, mais le cadran initial est gradué en degrés et non en heures ;
- le tracé des droites des heures babyloniques en bleu-vert, limitées aux heures du matin (numérotées de I à IV). Ce sont des heures égales particulières : elles indiquent combien d'heures se sont écoulées depuis le lever du Soleil ;
- le tracé des droites des heures italiques en rouge, limitées aux heures de l'après-midi (numérotées de 1 à 4). Elles indiquent combien d'heures il reste jusqu'au coucher du Soleil ;
- le style polaire partiel à la découpe particulière qui permet de lire :
  - l'heure équinoxiale sur le grand cadran ;
  - les saisons ainsi que les heures babyloniques ou italiques par sa pointe supérieure ;
  - les différentes heures sur le petit cadran non représenté par sa pointe inférieure.

Ne se trouvent pas sur le dessin les nombreux tracés concernant les heures des prières.

Les inscriptions arabes sur les lignes horaires n'ont pu être traduites, ainsi la façon de compter les heures musulmanes de l'époque n'est pas définie.
Les astrolabes
Les astrolabes islamiques du Moyen Âge ne sont pas gradués en heures équinoxiales sur leur pourtour et sont dépourvus d'ostenseur ; néanmoins on peut déterminer les heures équinoxiales en connaissant la hauteur du Soleil ou d'une étoile.

#### Dans le monde occidental

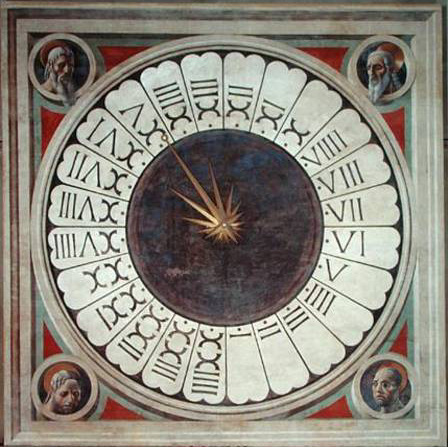
Horloge 24 heures du Duomo de Florence à chiffraison antihoraire (1443).

À l'époque médiévale, il faudra attendre l'apparition de l'horloge mécanique pour que les heures équinoxiales remplacent progressivement les heures temporaires. Elles ne seront adoptées par la population qu'à partir de la Renaissance.
L'horloge mécanique
Apparue vers l'an 1300, l'horloge ne sera popularisée qu'à partir du moment où elle sonnera les 24 heures du nyctémère (1336). De par son mécanisme, elle devait sonner les heures solaires moyennes, mais l'imprécision de son mouvement et l'absence d'instruments de réglage adéquat ont fait qu'elle s'alignera sur l'heure équinoxiale du cadran solaire.

Sans aiguille jusqu'à la fin du XIVe siècle, elle s'accommodera probablement du cadran canonial pour son réglage à l'heure de sixte identique à l'heure équinoxiale de midi.

Vers 1400, l'horloge sera pourvue d'un cadran et d'une aiguille. Le cadran sera divisé en 24 heures puis en deux fois 12 heures, et plus tard le cadran sera divisé en 12 heures comme il est encore d'usage aujourd'hui pour les horloges analogiques. Pourvue d'un cadran l'horloge pourra alors être réglée à une autre heure que celle de midi et divers instruments de réglage seront développés :
l'astrolabe
Introduit en Europe au milieu du XIe siècle, connu de Pierre Abélard et d'Héloïse qui prénommèrent leur fils « Astrolabe », il est sculpté, vers 1230, dans la pierre de la cathédrale de Sens qui vit le mariage de Louis IX en 1234. Nul doute que cet instrument a servi à régler l'horloge dès le XIIIe siècle. Rapidement, il se verra pourvu d'une division horaire (deux fois douze heures) sur son pourtour et d'un ostenseur qui permettront la lecture de l'heure équinoxiale ; on connait plusieurs astrolabes de ce type venant de Fusoris (1365-1436), un constructeur d'instruments horaires de tous types.

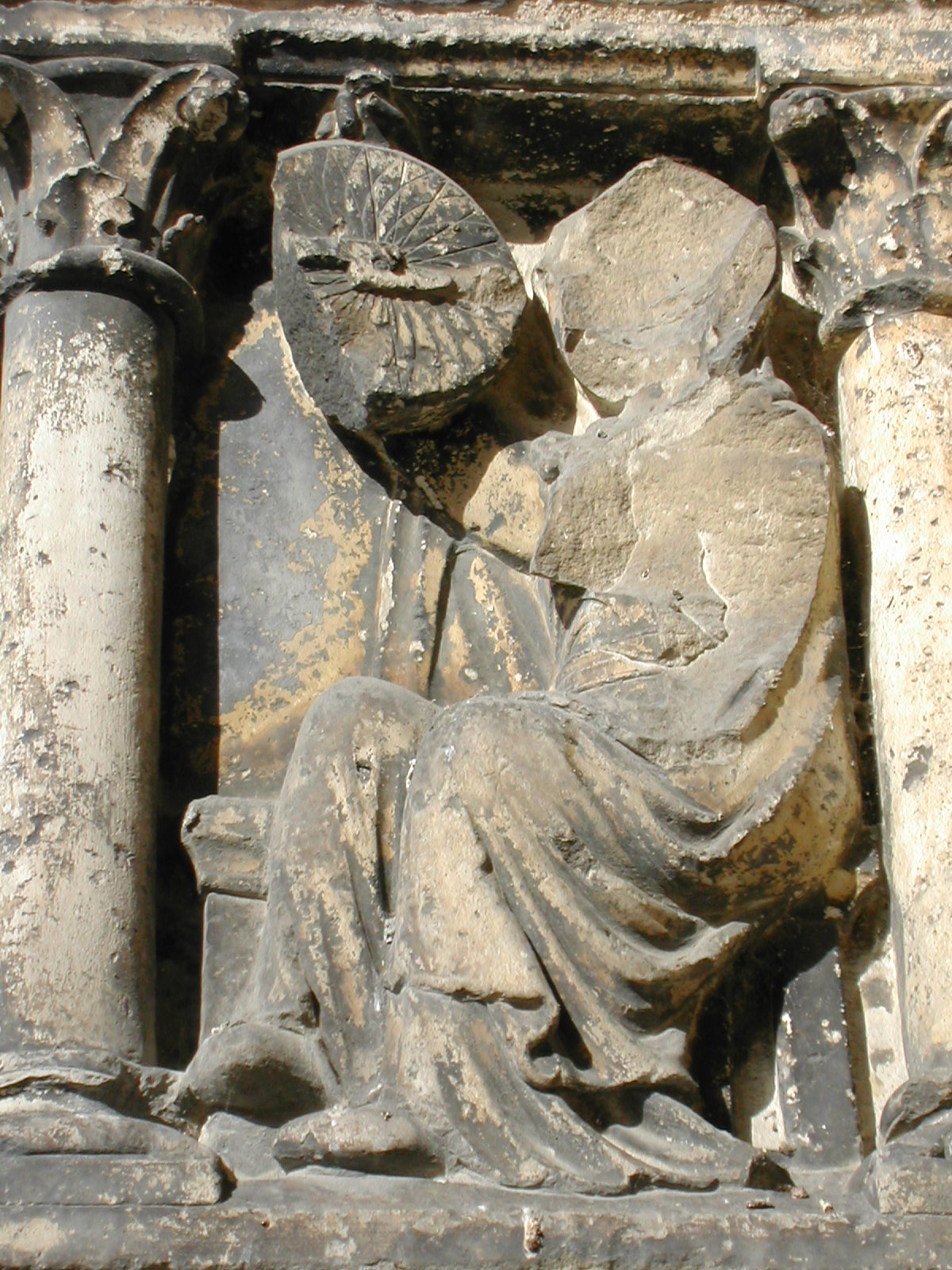
Première sculpture d'un astrolabe, cathédrale de Sens (ca. 1230).
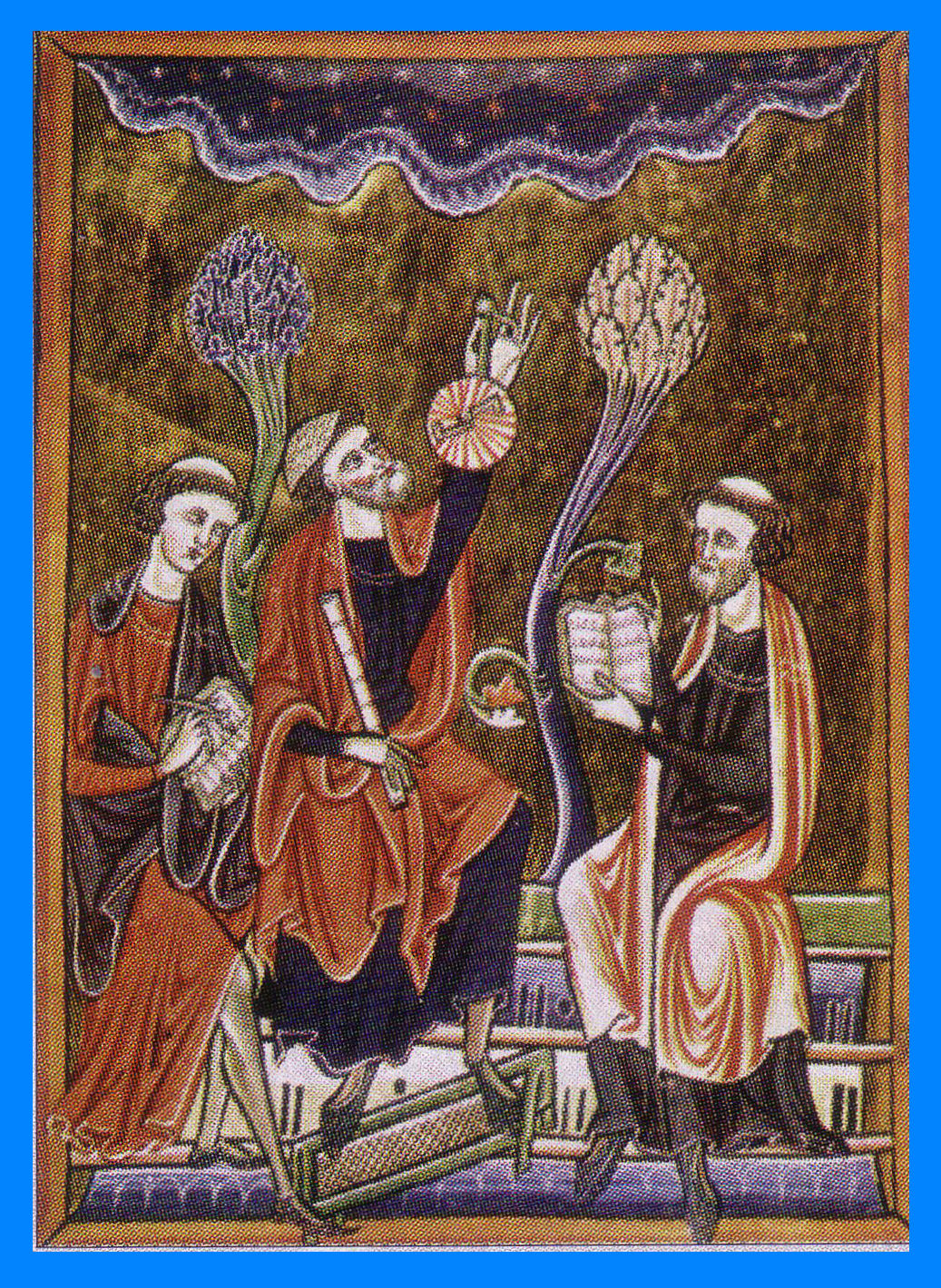
Miniature du psautier de Saint Louis et de B. de Castille (ca. 1250).
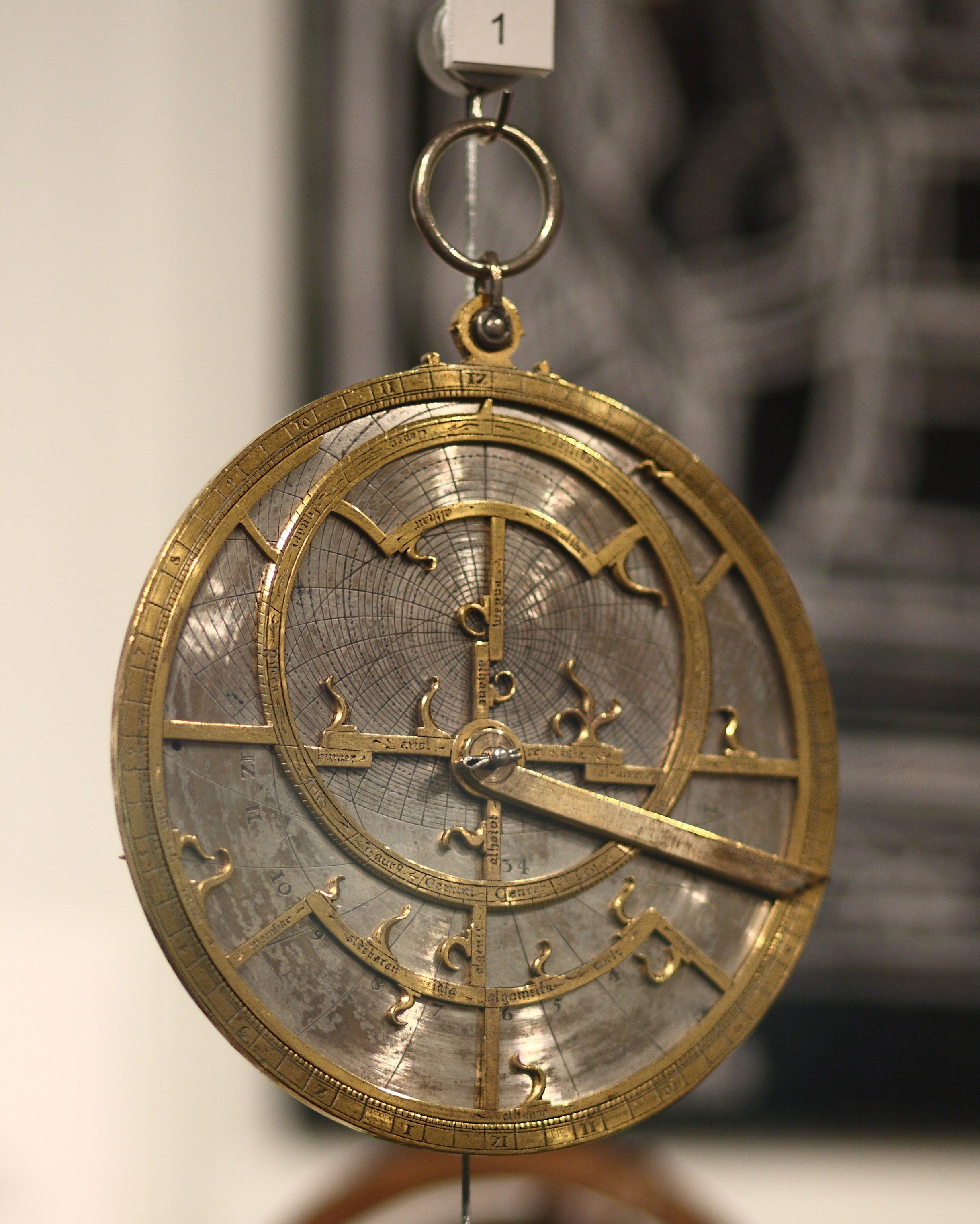
Astrolabe planisphérique de l'atelier de Fusoris (ca. 1400)

le quadrant
Le quadrant horaire, qui est d'origine arabe va s'adapter aux heures égales. Richard II d'Angleterre en possédait un qui est daté de 1396.
le cadran de berger
Ce cadran solaire, dit aussi horloge des voyageurs est portatif. Adopté par les bergers au XIXe siècle, il est d'origine très ancienne. Il apparaît en occident au XIe siècle.
le cadran solaire
Gravé initialement dans la pierre ou plus tard miniaturisé, à heures égales, il apparait à la fin du XIVe siècle. Fusoris en calcule et en construit au début du XVe siècle. Il deviendra l'instrument de réglage prépondérant jusqu'à l'époque moderne.

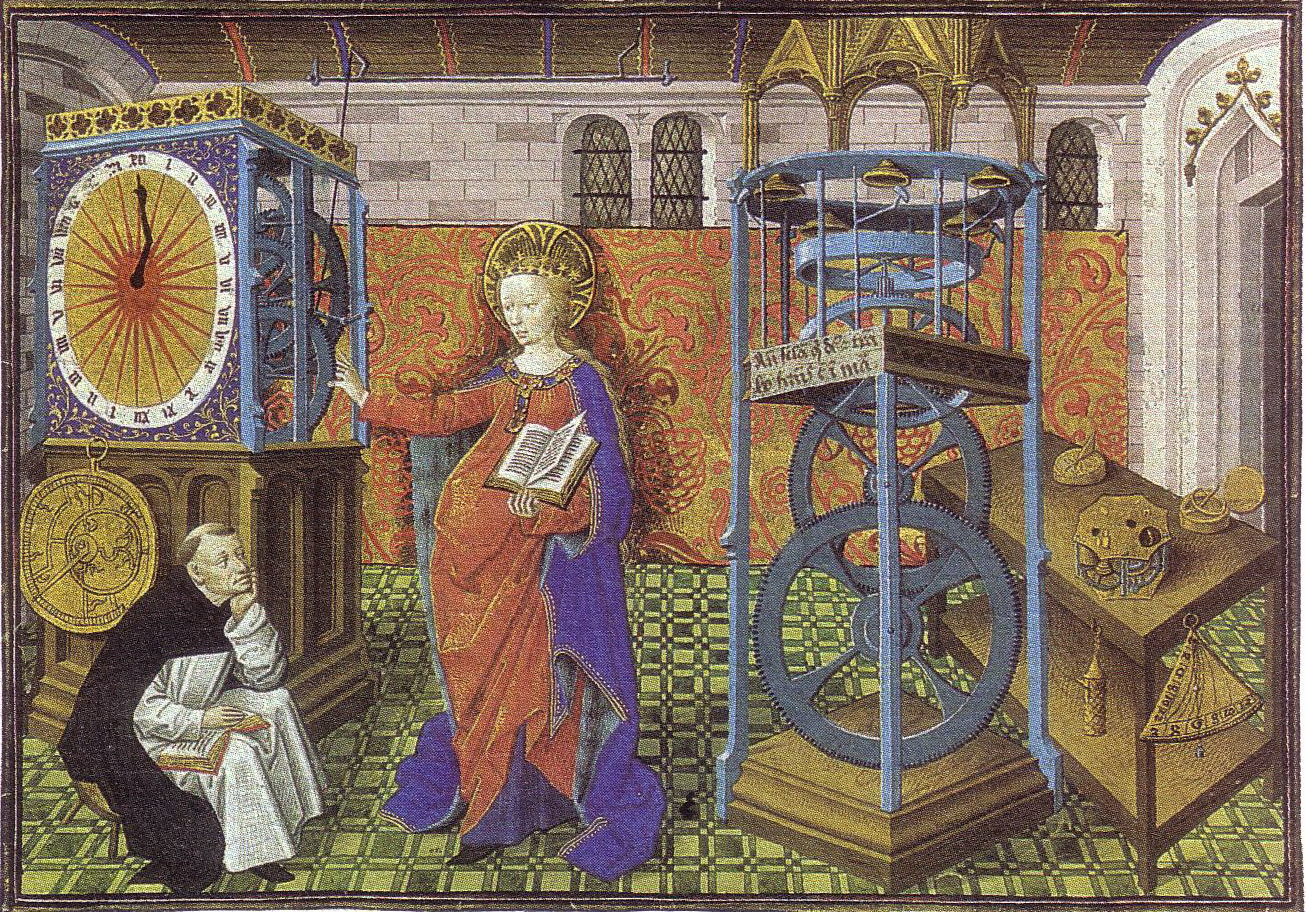
Une horloge et ses instruments de réglage : astrolabe, quadrant, cadran de berger, cadrans solaires portatifs (vers 1450).

### À l'époque moderne

#### Dans le monde musulman
Le monde islamique semble avoir adopté les heures équinoxiales à la même époque que le monde occidental.
Les cadrans solaires sont particulièrement remarquables par l'implantation sur une même table de plusieurs gnomons, chacun d'entre eux étant destiné à des fonctions particulières, notamment l'indication des heures des cinq prières quotidiennes ; cette tradition perdure.

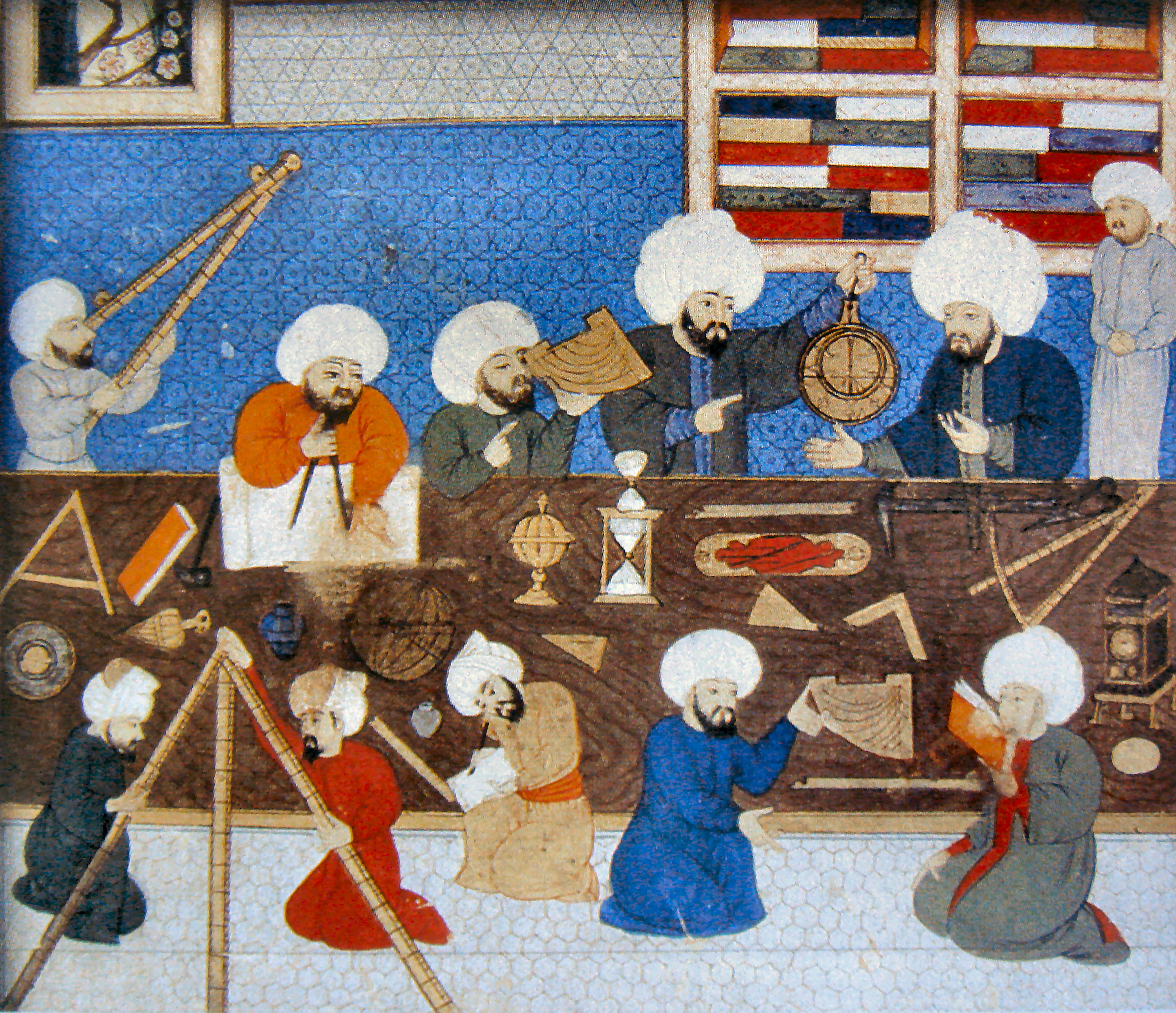
Observatoire d'Istambul en 1577, avec de nombreux instruments horaires (remarquer la pendule).
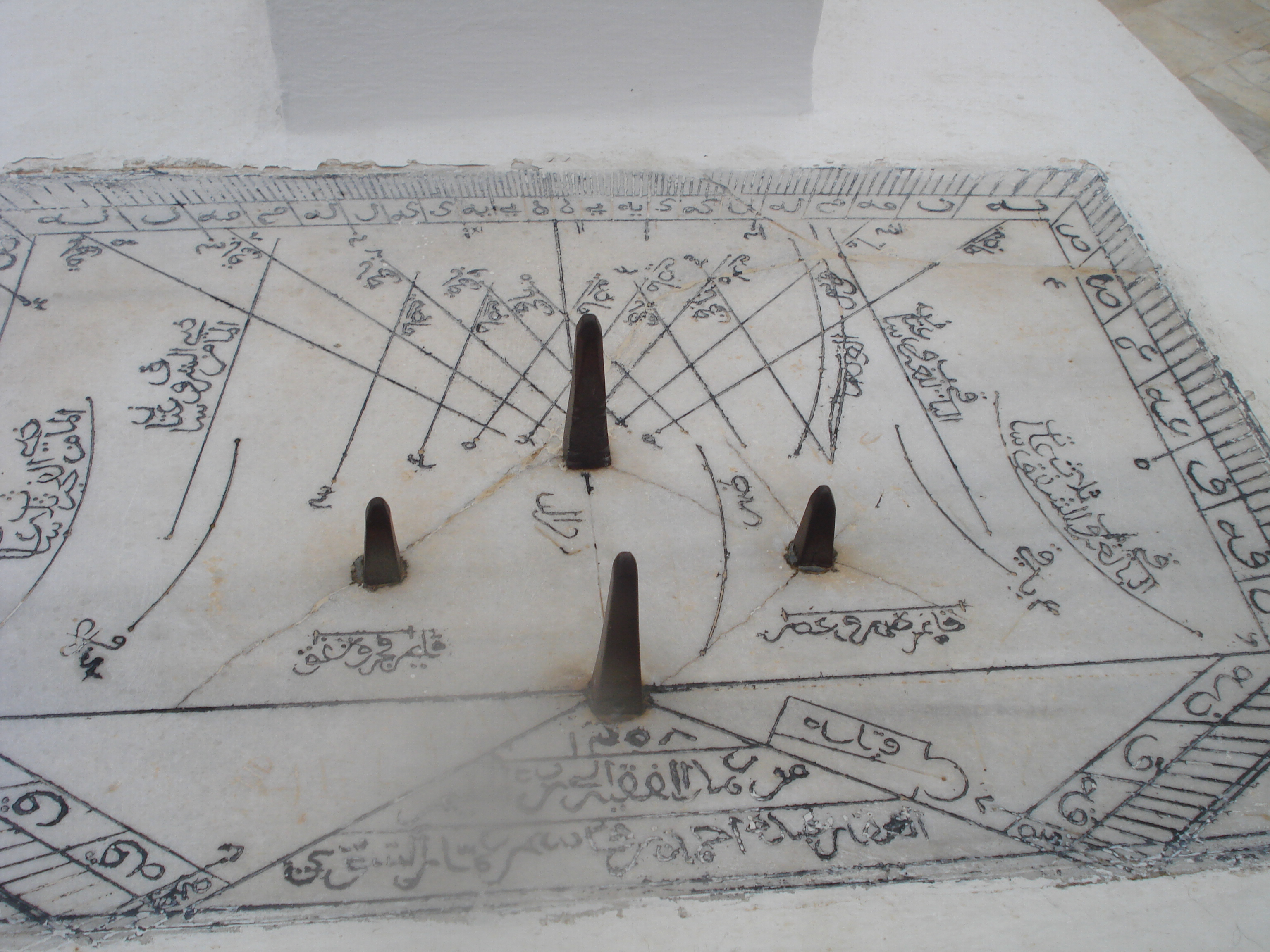
Cadran solaire à quatre gnomons de la grande mosquée de Kairouan (1842).

#### Dans le monde occidental
Les heures équinoxiales deviendront d'usage courant à la Renaissance. On les retrouve indiquées sur les différents instruments cités plus haut, avec quelques perfectionnements ou complications.
L'horloge mécanique
Elle va voir l'apparition de l'aiguille des minutes avant la fin du XVIe siècle. Elle trouvera sa place au centre du cadran en 1686 ; les graduations des minutes suivront.

Sur les horloges de prestige, les heures temporaires subsistent mais sont-elles encore en usage ?

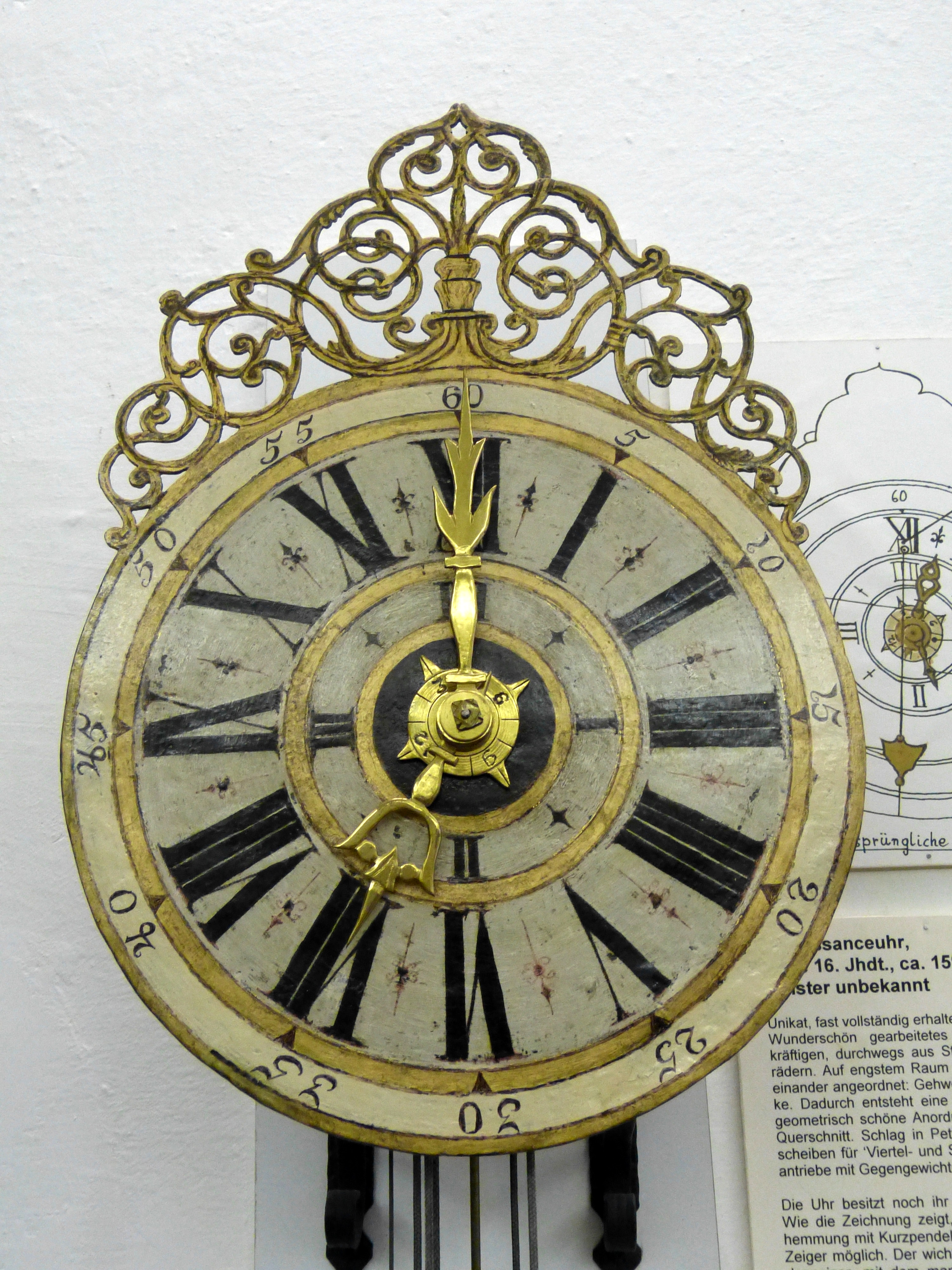
Horloge avec aiguille des minutes centrale, après 1686.
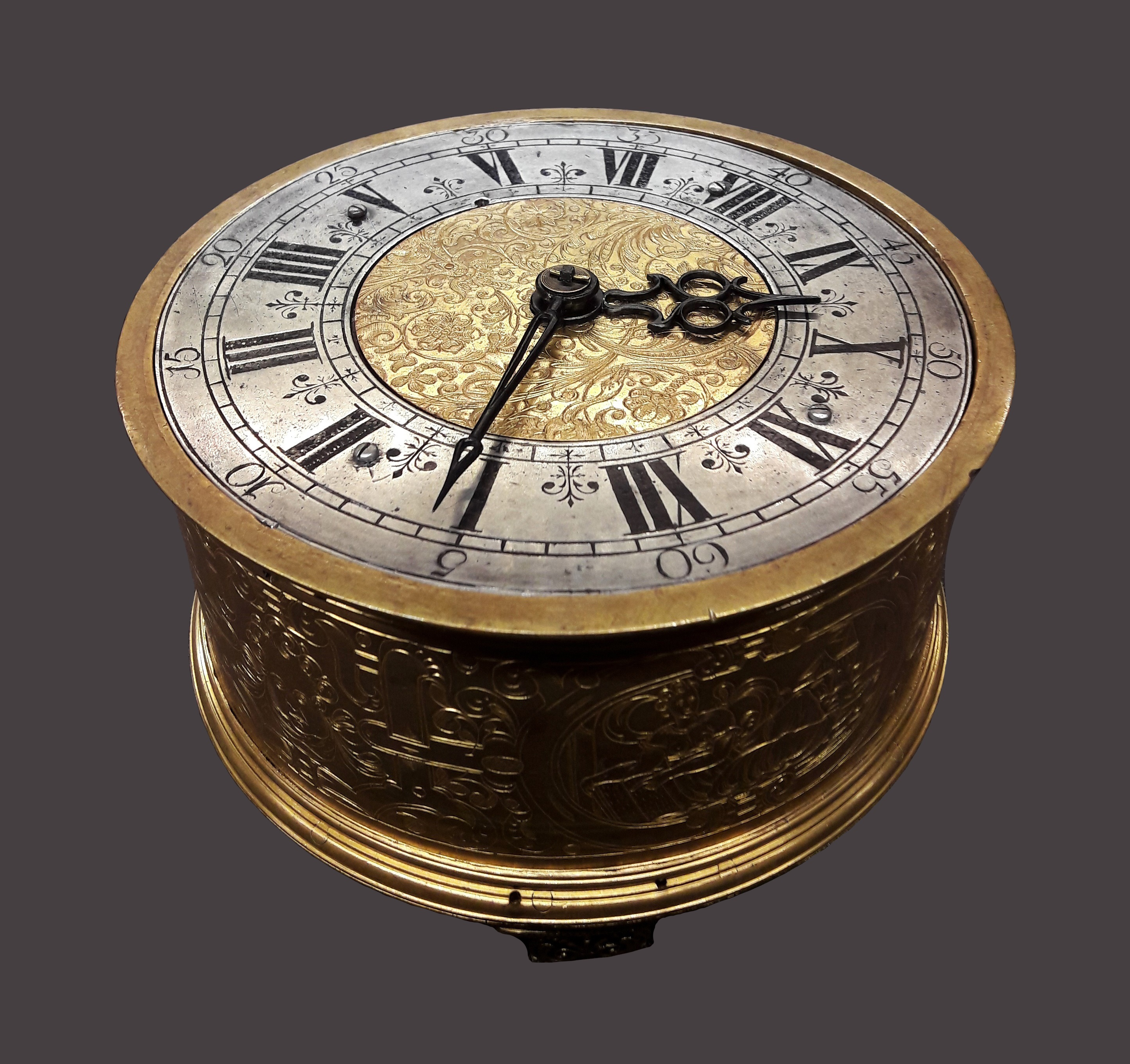
Horloge de table avec graduations des minutes, fin XVIIe siècle.
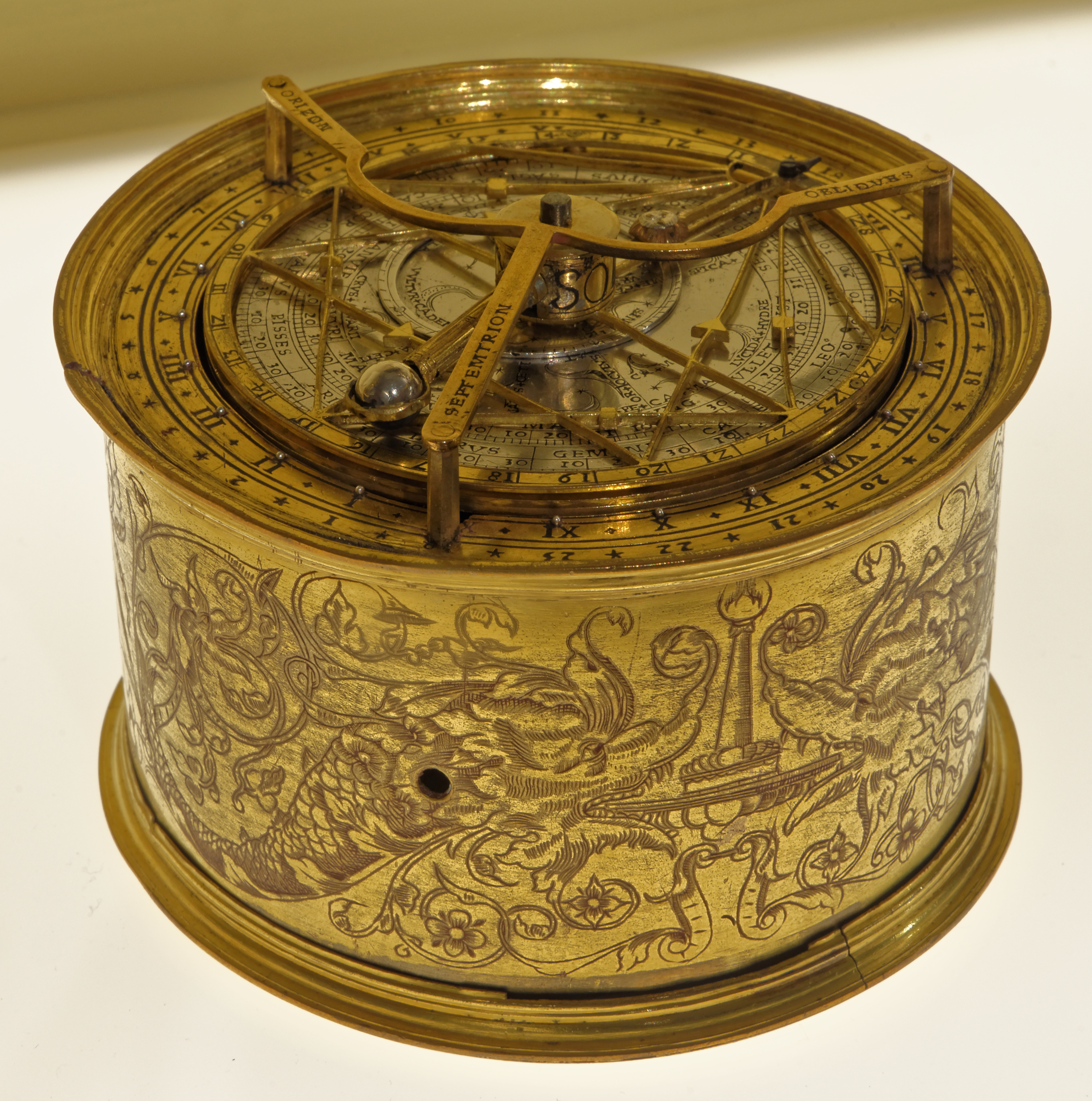
Horloge astrolabique de Jean Naze fin XVIe siècle.

L'astrolabe européen
Au XVIe siècle, il porte fréquemment un abaque de transformation des heures égales en heures inégales (et vise-versa)malheureusement représenté au dos de l'instrument et qui est rarement représenté. Un tympan montre ci-dessous ce type d'abaque dans son quart supérieur droit ; un astrolabe d'Arsenius (1569) comporte ce type d'abaque au verso de l'instrument, non illustré. Cet élément de l'astrolabe montre qu'à cette époque heures temporaires et heures temporaires devaient encore coexister quelque peu.

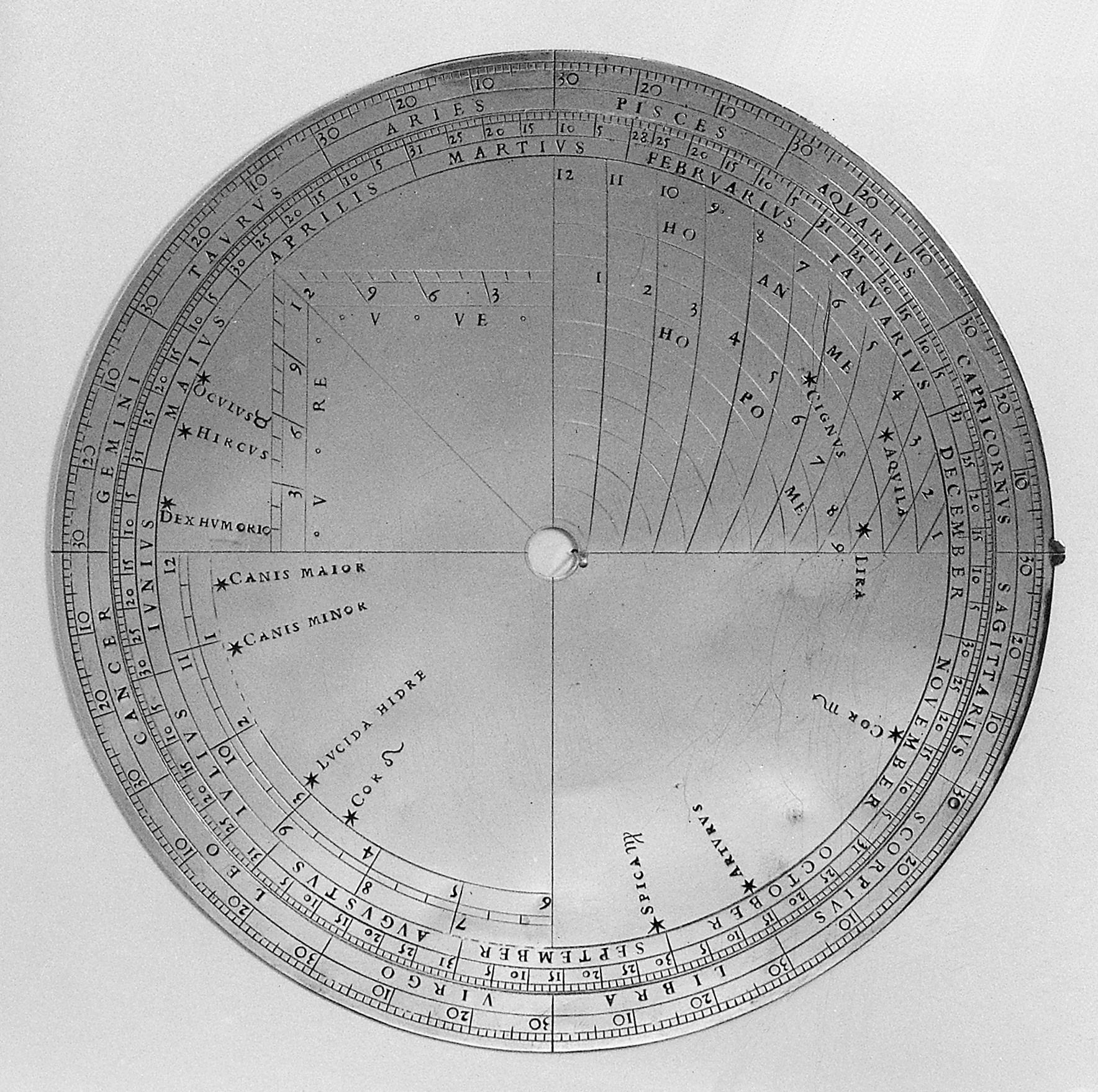
Tympan avec abaque de transformation des heures.
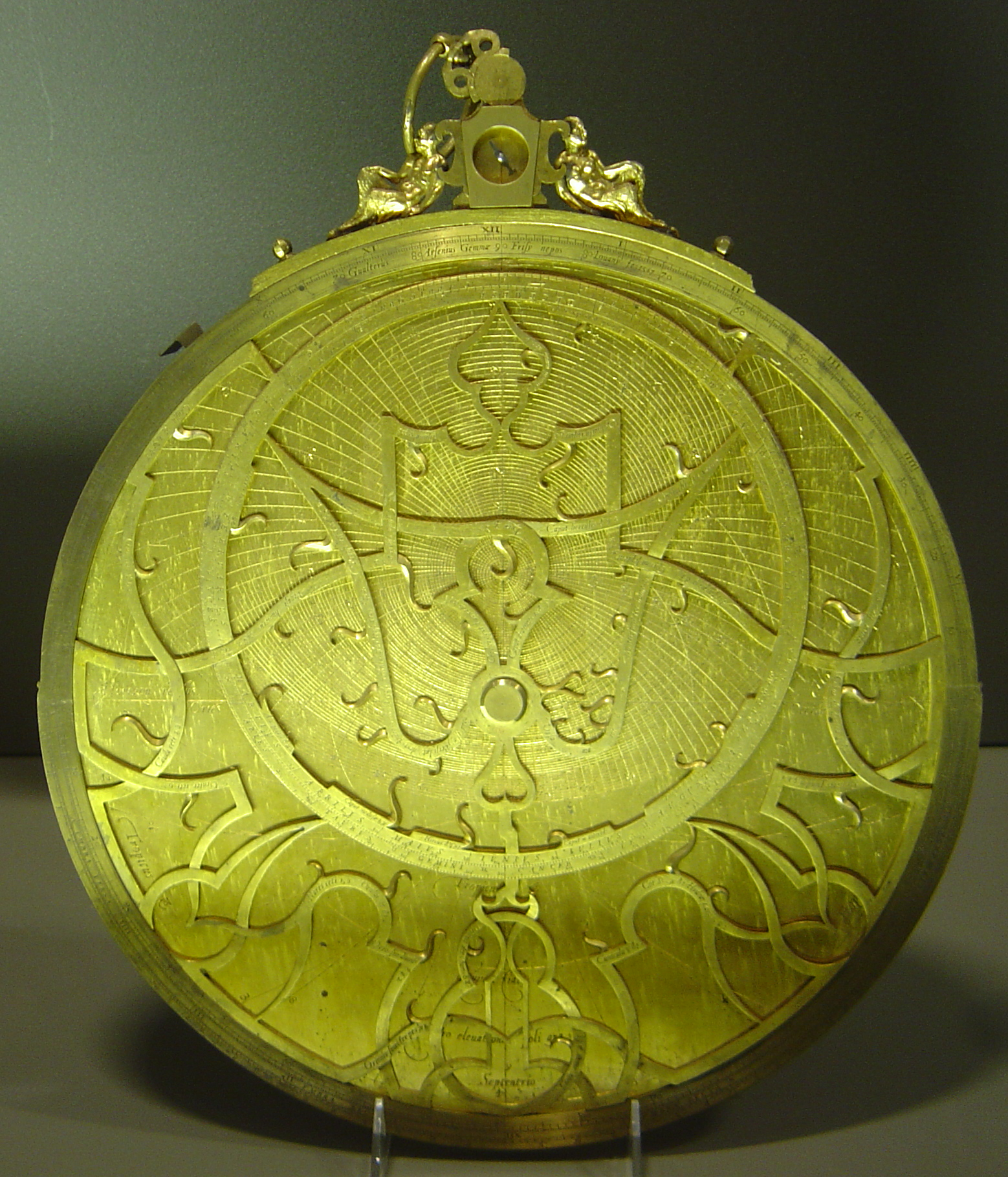
Astrolabe d'Arsenius (1569), avec ce type d'abaque au verso.

Le cadran solaire
Cette époque est son âge d'or ; il en existera de très nombreux types. Pour la population, c'est un indicateur de temps robuste et peu onéreux, ainsi il accompagnera l'horloge sur bon nombre d'églises. Dans sa forme la plus compliquée, il pourra lui être adjoint de multiples lignes de déclinaison ainsi que parfois le tracé des heures babyloniques et italiques.

Cadrans de l'hôtel des Invalides, Paris, XVIIIe siècle
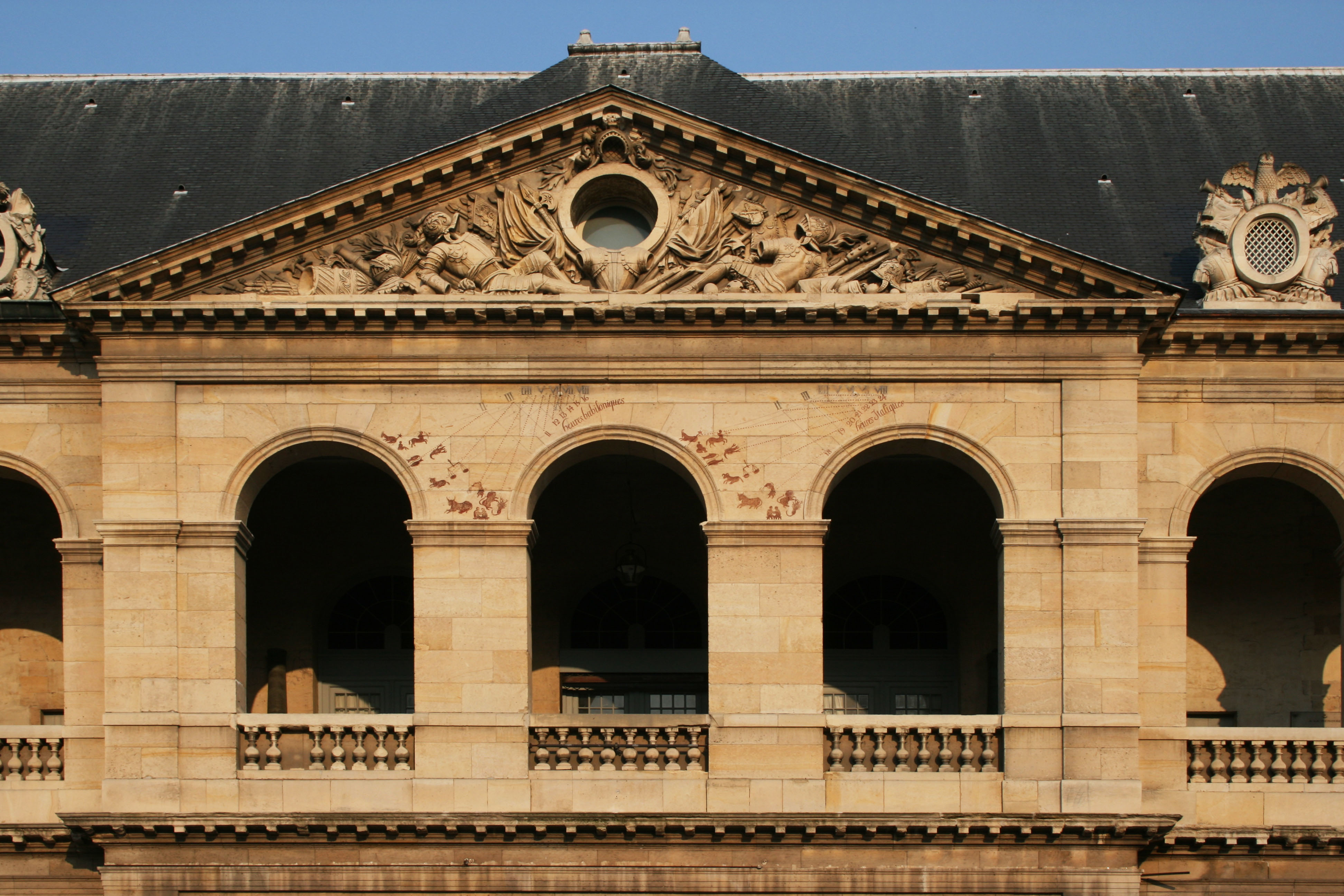
Les deux cadrans sur la façade occidentale de la cour d'honneur.
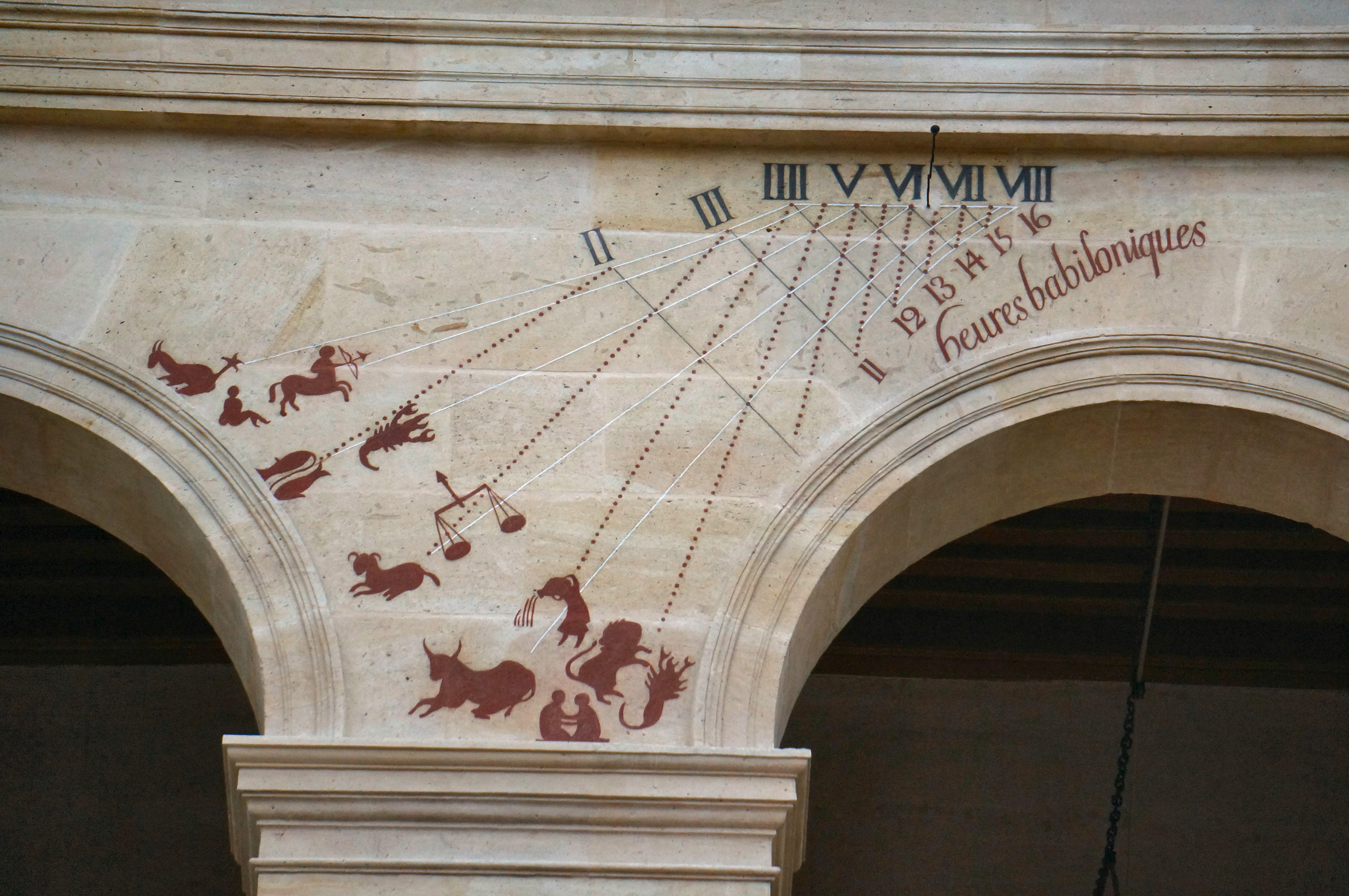
Cadran de gauche avec heures babyloniques (en pointillé).
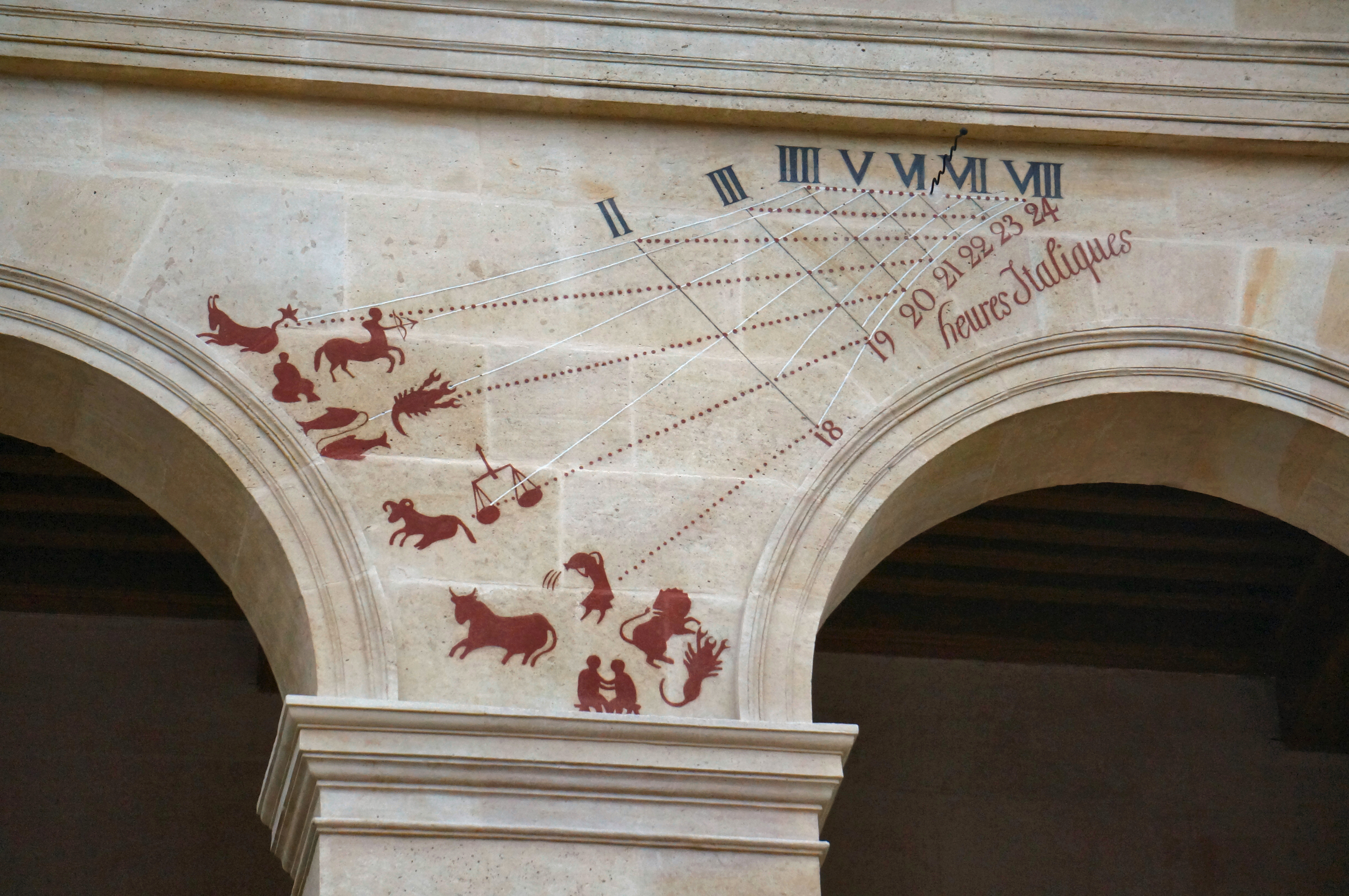
Cadran de droite avec heures italiques (en pointillé).

Évolution
L'horloge et le cadran solaire sont censés marcher de pair à la Renaissance ; c'est alors le cadran solaire qui est la référence temps. À cette époque, la marche irrégulière de l'horloge est avérée, même les astronomes n'y font guère confiance - Tycho Brahe par exemple essaiera de remplacer ses horloges par des clepsydre à mercure supposées être plus exactes, sans résultat probant.

Ce n'est qu'avec l'invention et le perfectionnement de l'horloge à pendule de Christian Huygens (1673) que la précision de cet instrument va considérablement s'améliorer :  La dérive des horloges spécialisées des astronomes ne dépasse pas quelques secondes à la fin du XVIIe siècle,. La précision de cette mesure est due à  l'adaptation des lunettes à réticule sur les instruments astronomiques comme par exemple le quart de cercle mobile par Jean Picard et  Adrien Auzout (1668). Cette dernière invention va permettre, en parallèle avec l'amélioration des performances de l'horloge, de cerner les évènements astronomiques (notamment leurs instants) avec plus d'exactitude.

Ainsi, Jean Picard peut-il écrire dans la Connaissance des temps de 1679, à propos de la table des équations des horloges ou pendules : « Ce n'est que dans notre temps qu'on a pu s'assurer par expérience depuis l'invention des pendules de l'inégalité dans les tours que le Soleil nous parait faire tous les jours à l'entour de la terre. ». Puis il donne la table des équations des horloges, non sans avoir ajouté : « C'est pourquoi on a calculé la table pour savoir de combien une pendule doit avancer ou retarder plus ou moins que le Soleil, pour avoir toute la justesse possible. ». Ce sera la première publication précise de l'équation du temps.
En 1704, toujours dans la Connaissance des temps, dans la société civile, le temps vrai et le temps moyen sont explicités et la première table de l'équation du temps sous la désignation  table du temps moyen au midi vrai, pour le méridien de Paris. est donnée. À  cette date, temps vrai (le temps du cadran solaire) et temps moyen (le temps de l'horloge) vont donc être officialisés.

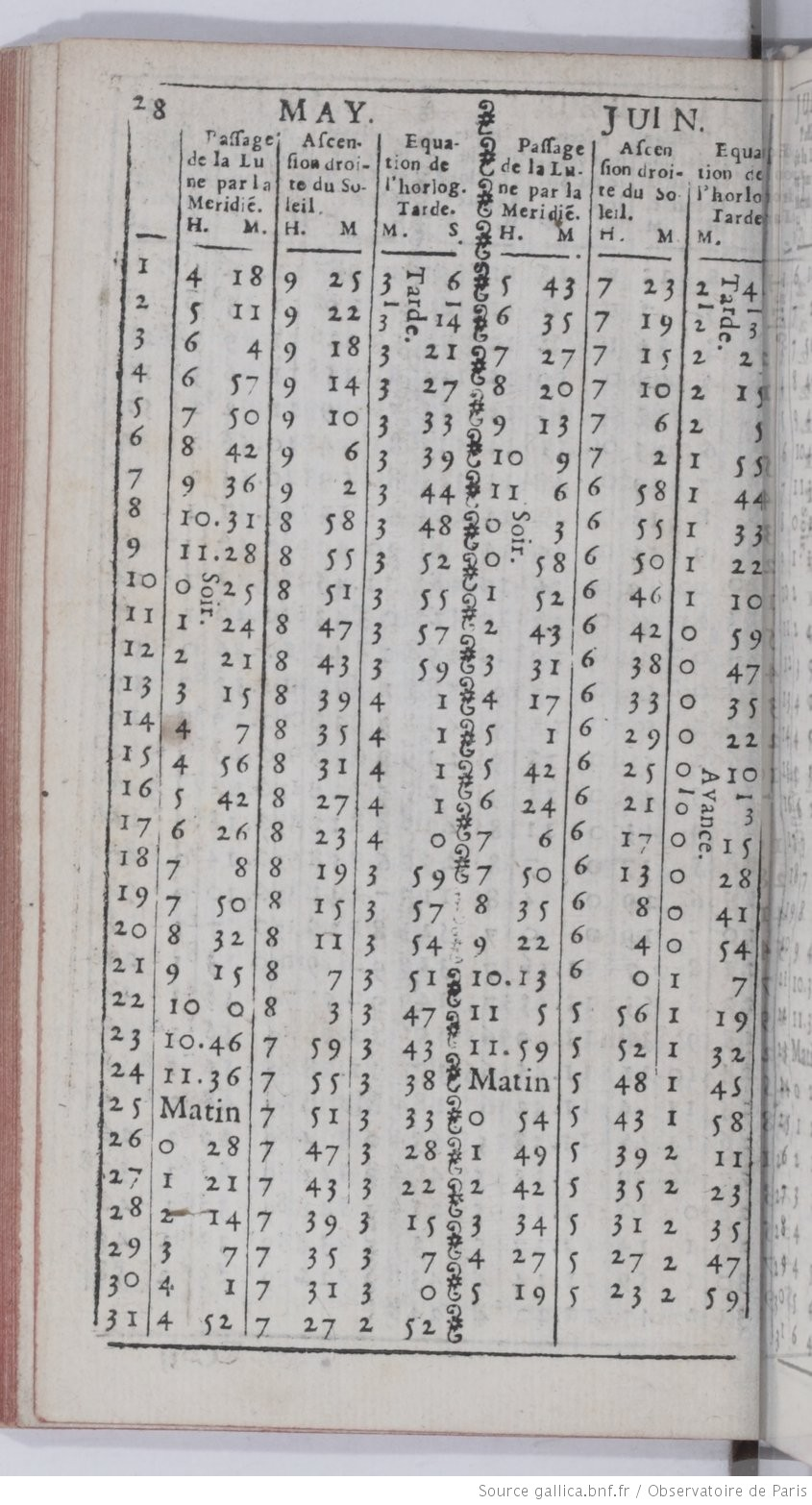
Extrait d'une table donnant l'équation de l'horloge pour 1679.
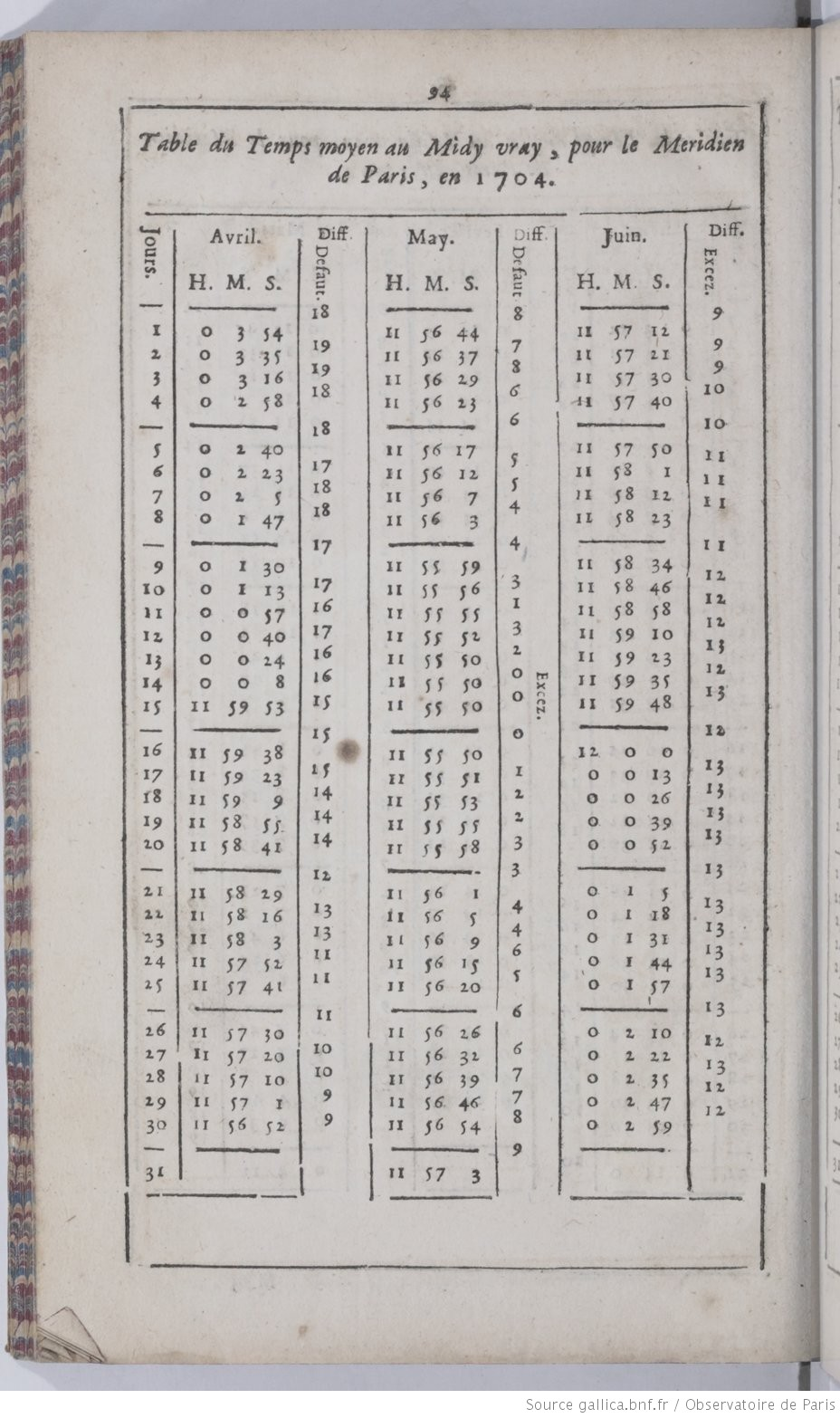
Extrait de la table du temps moyen au midi vrai pour 1704.

Vers 1735, en France, Granjean de Fouchy va tracer la première courbe en huit sur une méridienne de temps vrai qui prendra alors le nom de « méridienne de temps moyen »,. La courbe en huit n'est autre qu'une représentation de l'équation du temps. Son tracé donne le midi moyen tout au long de l'année autour de la droite du midi vrai. Cette courbe, appelée abusivement analemme, va permettre de régler montres et pendules au temps moyen, sur le coup de midi, au pied de la méridienne.

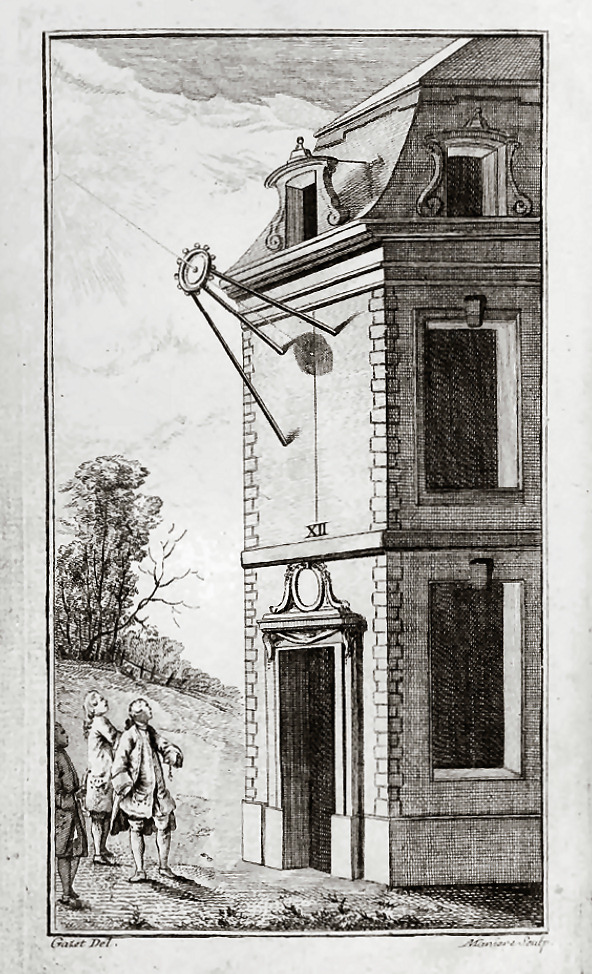
Mise à l'heure de montres à la méridienne de temps vrai (1760).
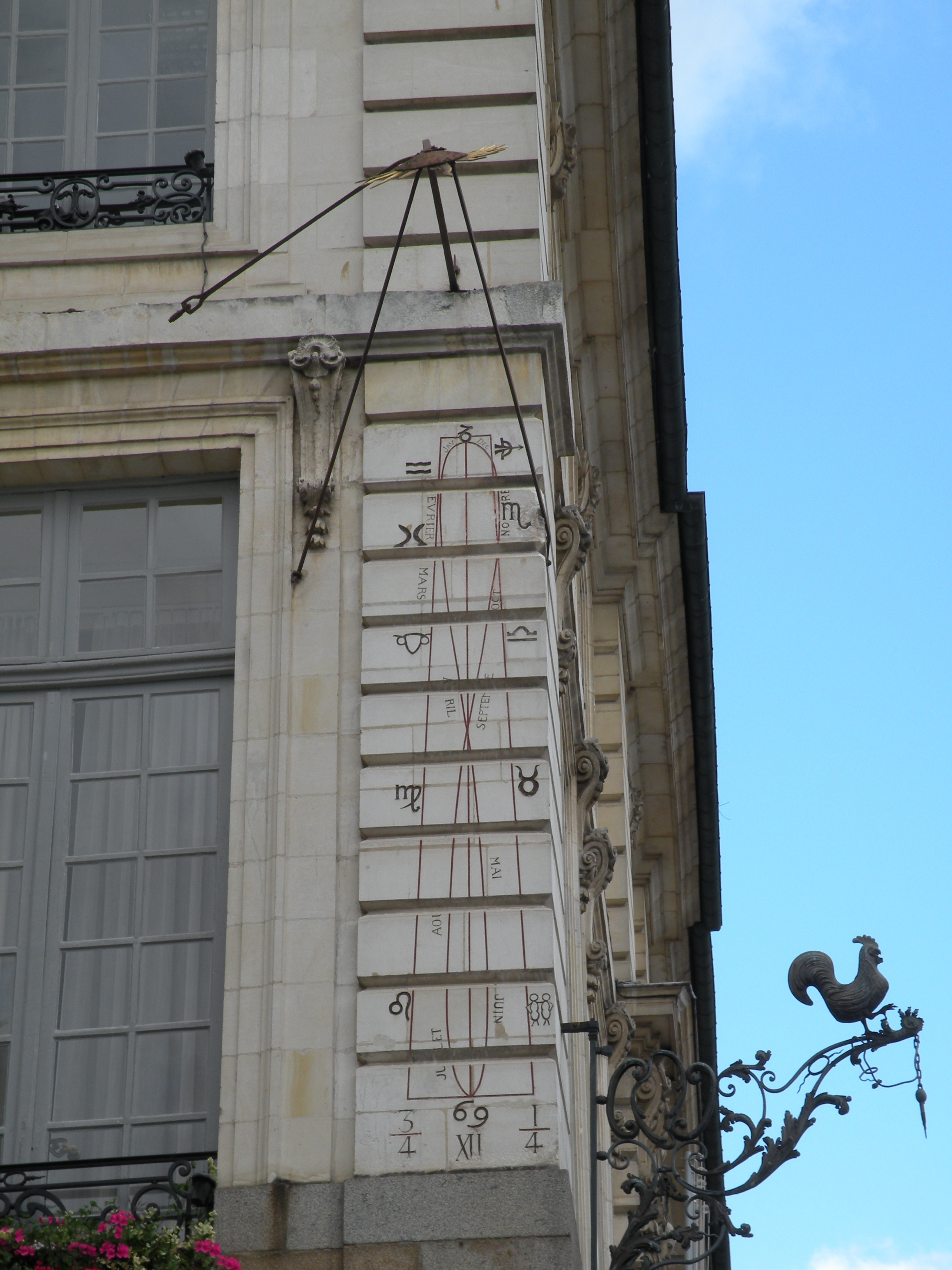
Méridienne de temps moyen sur la mairie de Rennes (après 1743).
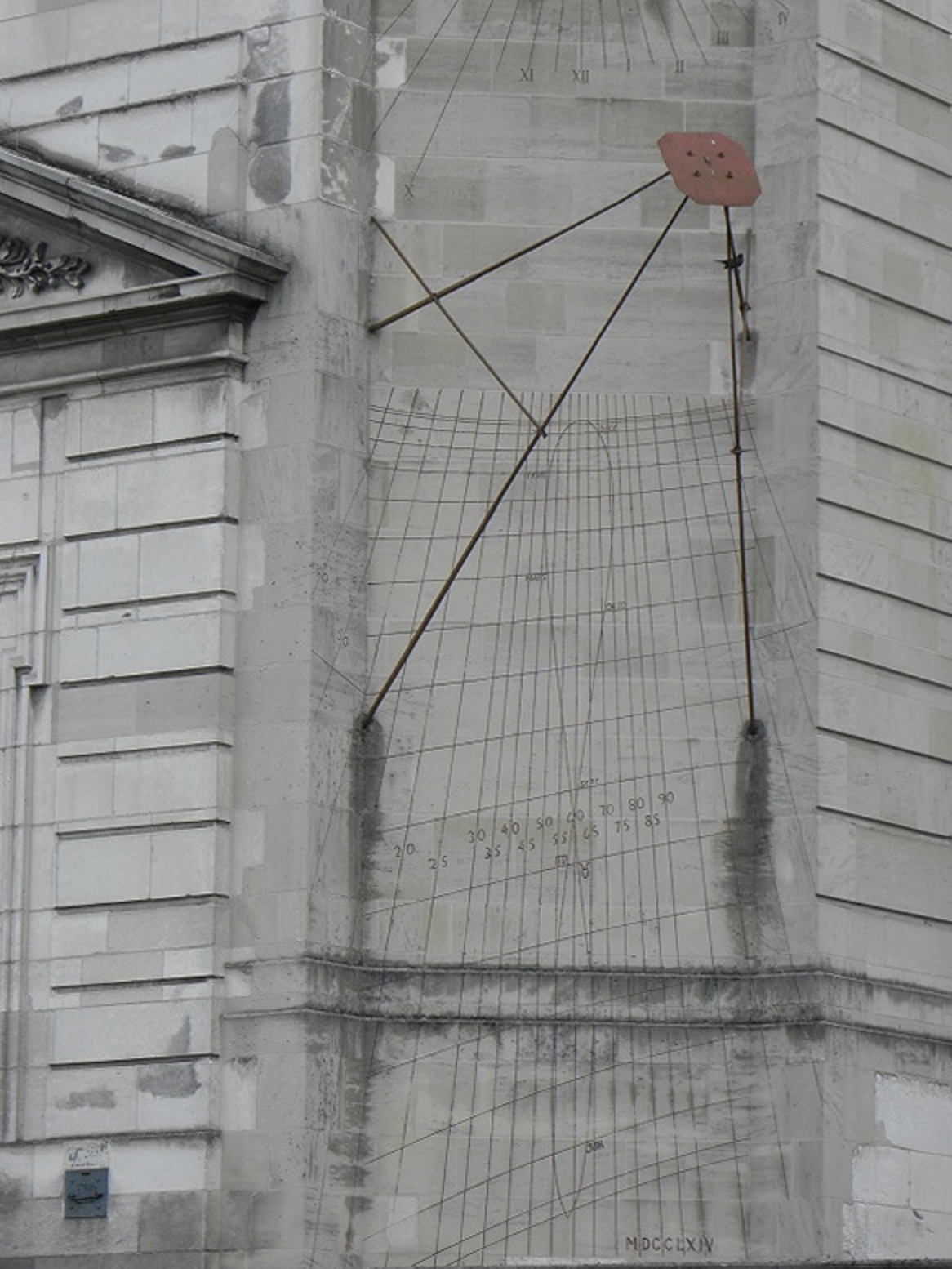
Méridienne de temps moyen sur l'hôtel-Dieu de Troyes (1764).

Ce temps moyen, le seul utilisé par les astronomes, celui qui est donné par l'horloge va devenir, quelques décennies plus tard, le temps de référence ou officiel des principales villes européennes : Genève en 1780, Londres en 1792, Berlin en 1810 et enfin Paris en 1826.

En Italie, la réforme n'interviendra que vingt-cinq ans plus tard, après 1850, pour les grandes villes de la péninsule, telles Turin, Rome, Bologne, Milan. Ce sera une révolution pour les populations. En effet, l'Italie comme la Bohême utilisaient les heures italiennes, heures vraies dont la coutume locale fixait l'origine journalière une demi-heure après le coucher du Soleil, c'est-à-dire que chaque jour l'origine temps était différente. Cette aberration imposait une remise à l'heure au pire journalière, au mieux hebdomadaire des horloges des cités. Le passage à l'heure moyenne de l'Europe ne se fit pas sans difficultés, les populations étant habituées à leurs heures spécifiques qui rythmaient leurs journées de labeur.

Heures italiennes aux cadrans
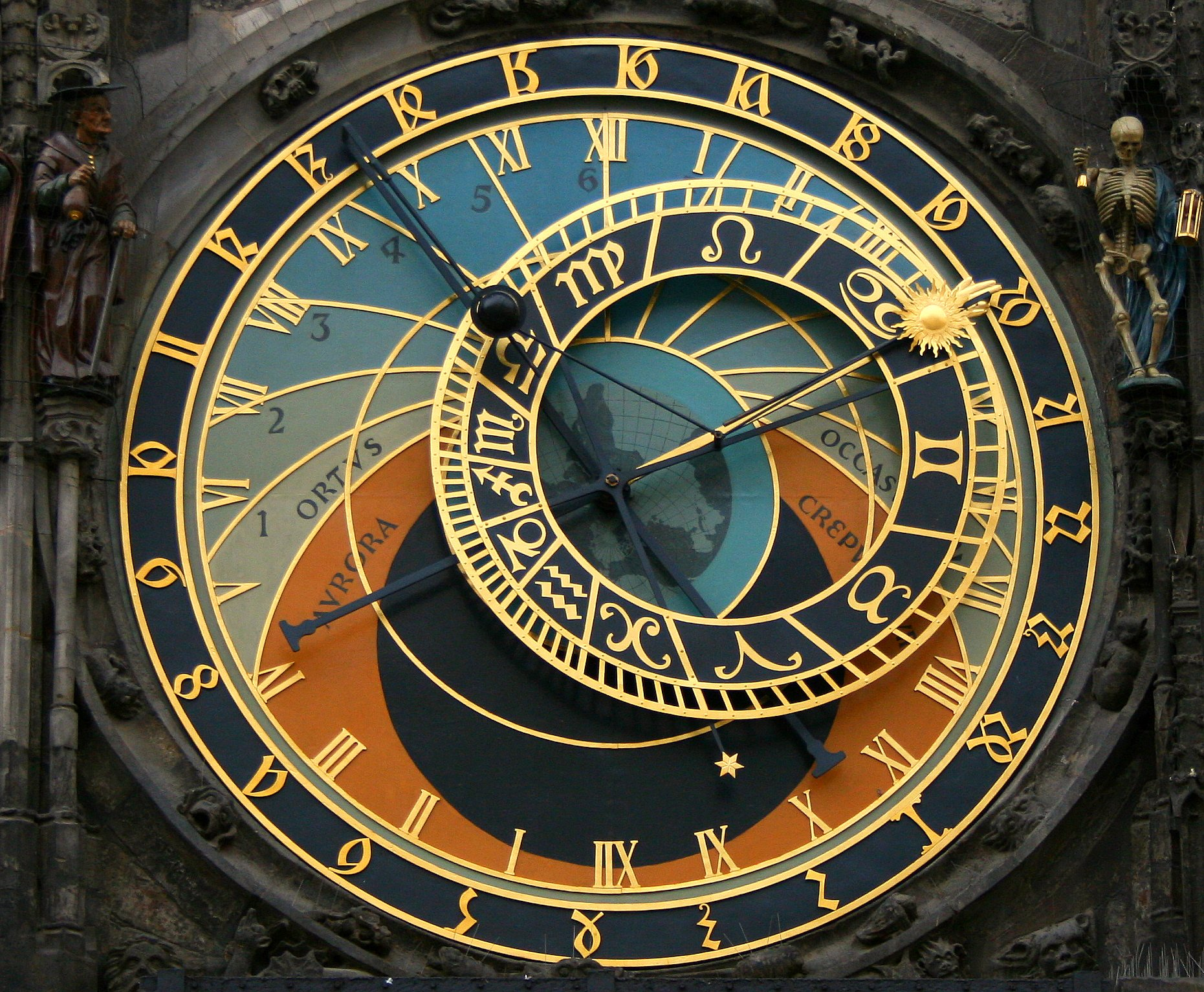
Horloge astronomique de Prague, vers 1490.
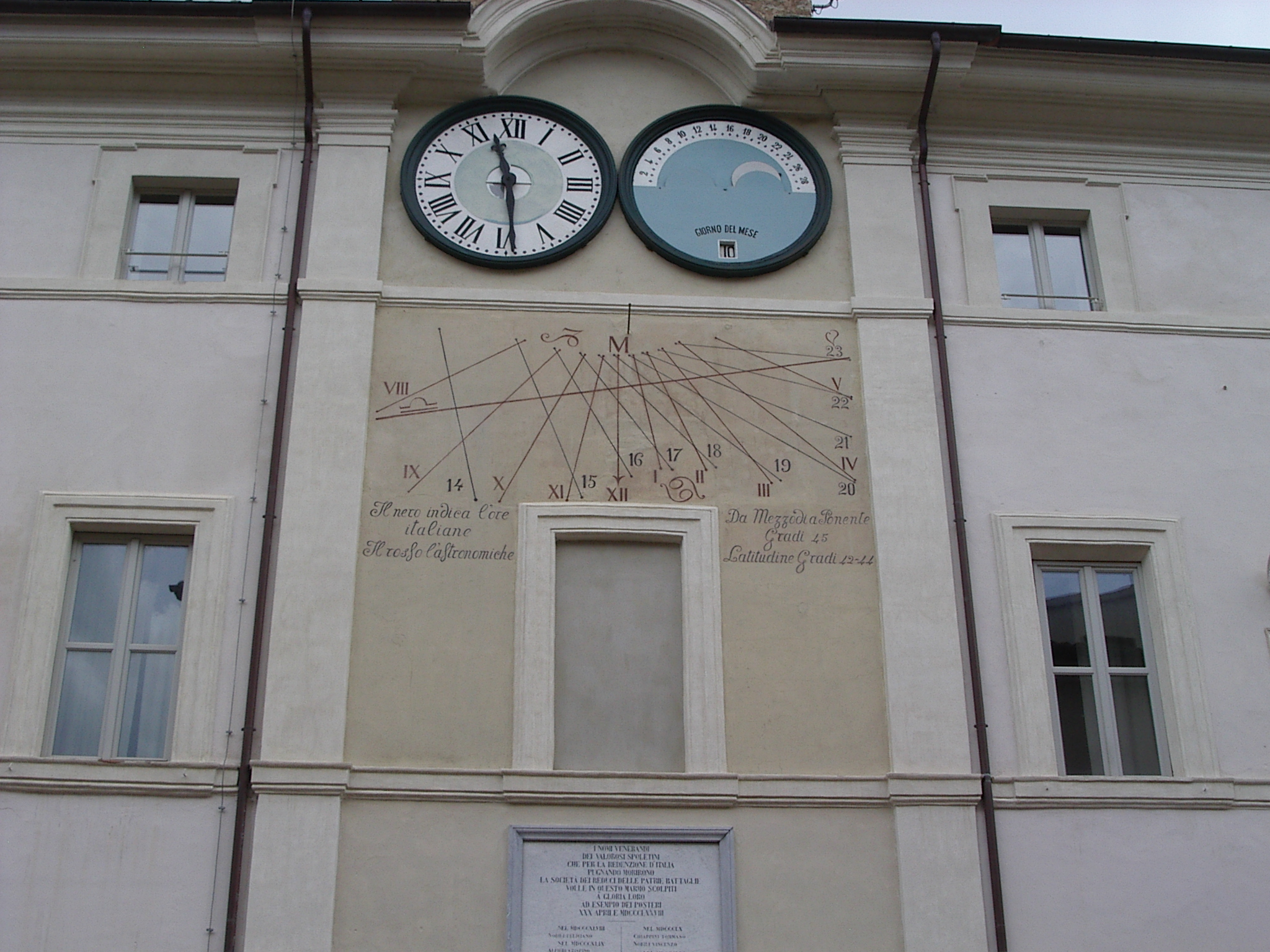
Cadran solaire de Spolète, Italie.

1. sur l'horloge astronomique de Prague (en Bohême), les heures italiennes dites aussi bohémiennes sont indiquées en chiffres arabes médiévaux dans le cercle extérieur du cadran ;
2. sur le cadran solaire de Spolète, les heures italiennes sont précisées en chiffres arabes de 14 h à 23 h ; le tracé est exact, elles sont décalées d'une demi-heure par rapport aux heures italiques.

Ainsi, avec le passage du temps vrai au temps moyen - passage laborieux il est vrai - l'heure équinoxiale se fera de plus en plus discrète. Elle ne subsistera que là où les cadrans solaires ne seront pas détruits. Aujourd'hui, les cadrans, devenus objets du patrimoine et de passions gnomonistes, sont là pour nous rappeler le temps vrai du Soleil qui régentait la journée de nos ancêtres.